# マウォポルスカ県
マウォポルスカ県（Lesser Poland Voivodeship (ポーランド語: województwo małopolskie [vɔjɛˈvut͡stfɔ mawɔˈpɔlskʲɛ] ( 音声ファイル))）は、ポーランド南部の県である。県都はクラクフ。スロヴァキアと接していて、国内ではシロンスク県、シフィェンティクシシュ県、ポトカルパチェ県と接している。
マウォポルスカは「小ポーランド」を意味し、これに対応する「大ポーランド」とはヴィエルコポルスカ県を中心としたヴィエルコポルスカ地方である。歴史学者ズィグムント・グローゲル（Zygmunt Gloger）によれば、これは旧い村の隣に新しい村を立てた際に旧い方と新しい方をそれぞれ「大」と「小」を冠して並び称するポーランドの習慣にしたがったものである。マウォポルスカという語はヤギェウォ朝のヤン1世がシュラフタの特権を認めたピョトルクフ法（Statuty Piotrkowskie, 1494）で初めて公文書に登場し、ポーランド・リトアニア共和国の時代になると「地方」としてのマウォポルスカは現在のウクライナ全土までをも包含する広大な地域となった。

## 地域区分
- 市

1. クラクフ (774,839人)
2. タルヌフ (108,580人)
3. ノヴィ・ソンチ (83,813人)
4. オシフィエンチム (38,120人)

- 郡 (powiat)
  - ボフニャ郡 (Powiat bocheński)
  - ブジェスコ郡 (Powiat brzeski)
  - フシャヌフ郡 (Powiat chrzanowski)
  - ドンブロヴァ郡 (Powiat dąbrowski)
  - ゴルリツェ郡 (Powiat gorlicki)
  - クラクフ郡 (Powiat krakowski)
  - リマノヴァ郡（英語版） (Powiat limanowski)
  - ミェフフ郡 (Powiat miechowski)
  - ムィシレニツェ郡 (Powiat myślenicki)
  - ノヴィ・ソンチュ郡（英語版） (Powiat nowosądecki)
  - ノヴィ・タルク郡 (Powiat nowotarski)
  - オルクシュ郡 (Powiat olkuski)
  - オシフィエンチム郡 (Powiat oświęcimski)
  - プロショヴィツェ郡 (Powiat proszowicki)
  - スハ・ベスキツカ郡 (Powiat suski)
  - タルヌフ郡 (Powiat tarnowski)
  - タトルィ郡 (Powiat tatrzański)
  - ヴァドヴィツェ郡 (Powiat wadowicki)
  - ヴィエリチュカ郡 (Powiat wielicki)

## 観光
世界遺産にも登録されているクラクフ旧市街、ヴィエリチュカ岩塩坑、カルヴァリア・ゼブジトフスカをはじめ、南部には山岳リゾート地のザコパネなどがある。

## 観光地

### バビツェ（Babice）
クラクフの西方36km、シロンスク県との県境に近いフジャヌフ郡（Powiat chrzanowski）の街。13世紀に建設された古城のリポヴィェツ城がみどころ。町の公式サイト（ポーランド語）あり。

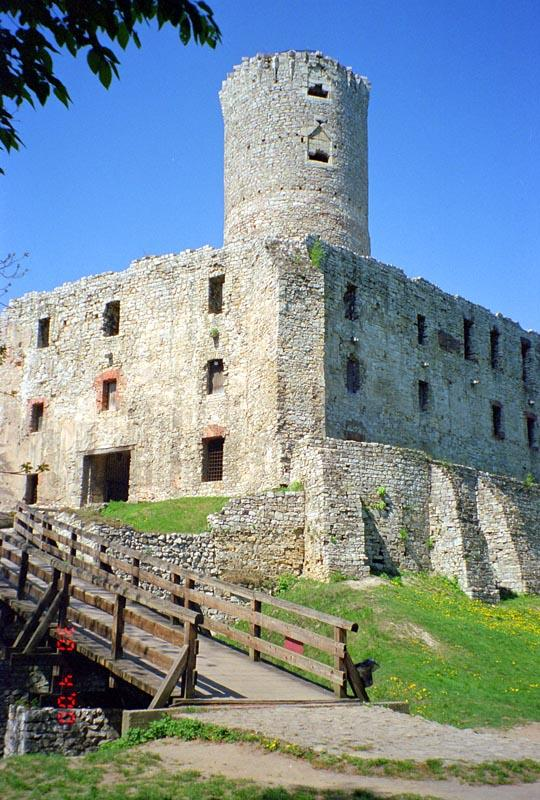
リポヴィェツ城
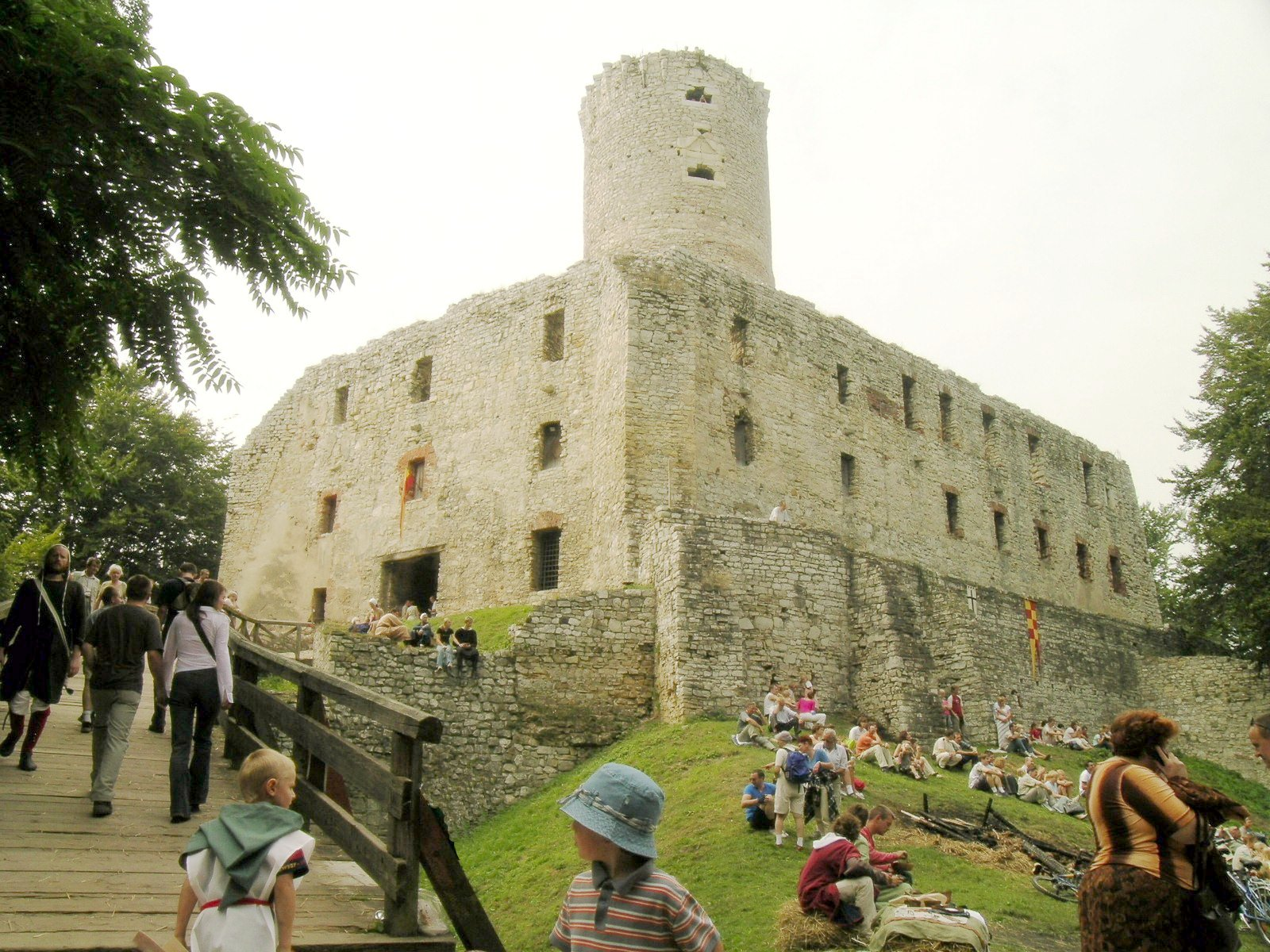
リポヴィェツ城

### ビェチュ（Biecz）
新石器時代から人が住んでおり1世紀にはプトレマイオスにより紹介されたビェッシ（Biessi）族と関連があるとされている。11世紀に最初の旧市街が建設された。1257年より街としての自治権が与えられた。13世紀後半ごろからはポーランド王国最大の街の一つとして栄え、ヤドヴィガ女王のお気に入りの街として有名になった。17世紀から18世紀にかけて天災が続き、人口が激減した。第二次世界大戦ではナチス・ドイツに略奪された。戦後は美しい市街地はよく保存されている。美しい田園風景に囲まれた旧市街、旧市庁舎、教会群がみどころで、フォトジェニックな街である。市と郡の合同サイト（ポーランド語）あり。

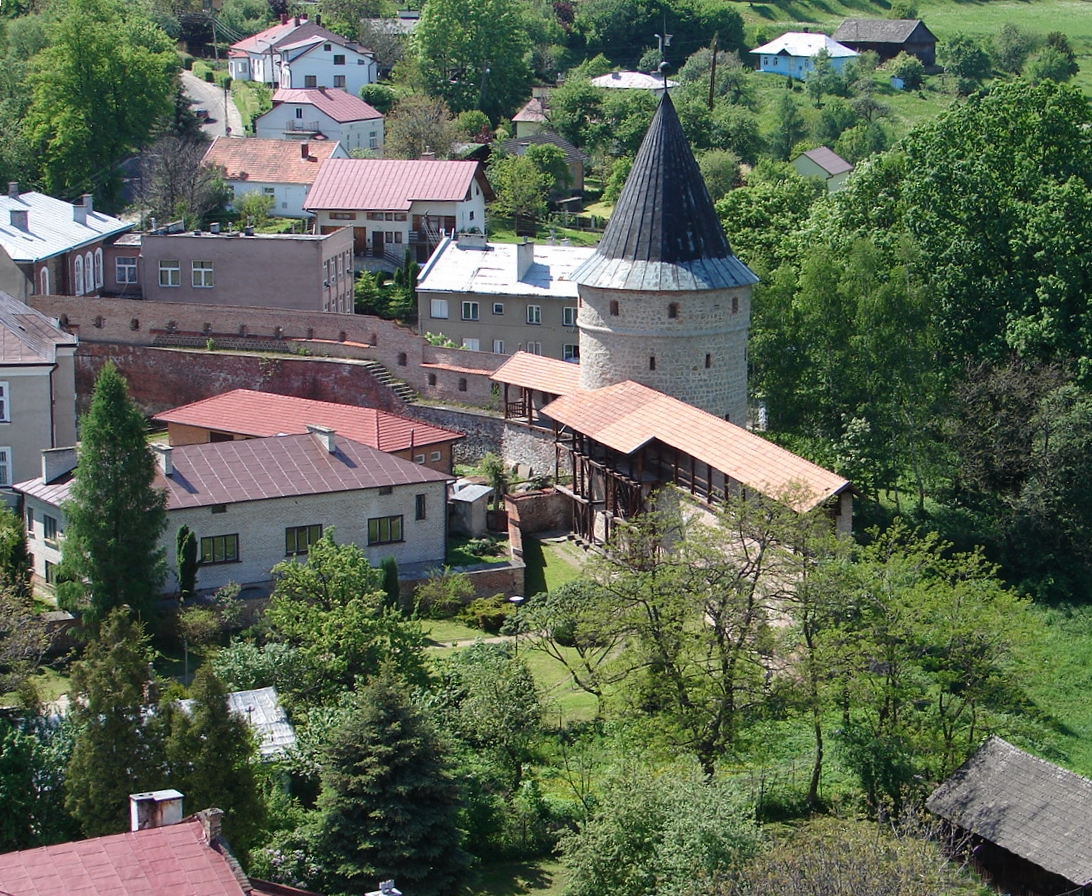
旧市街城壁と見張り塔
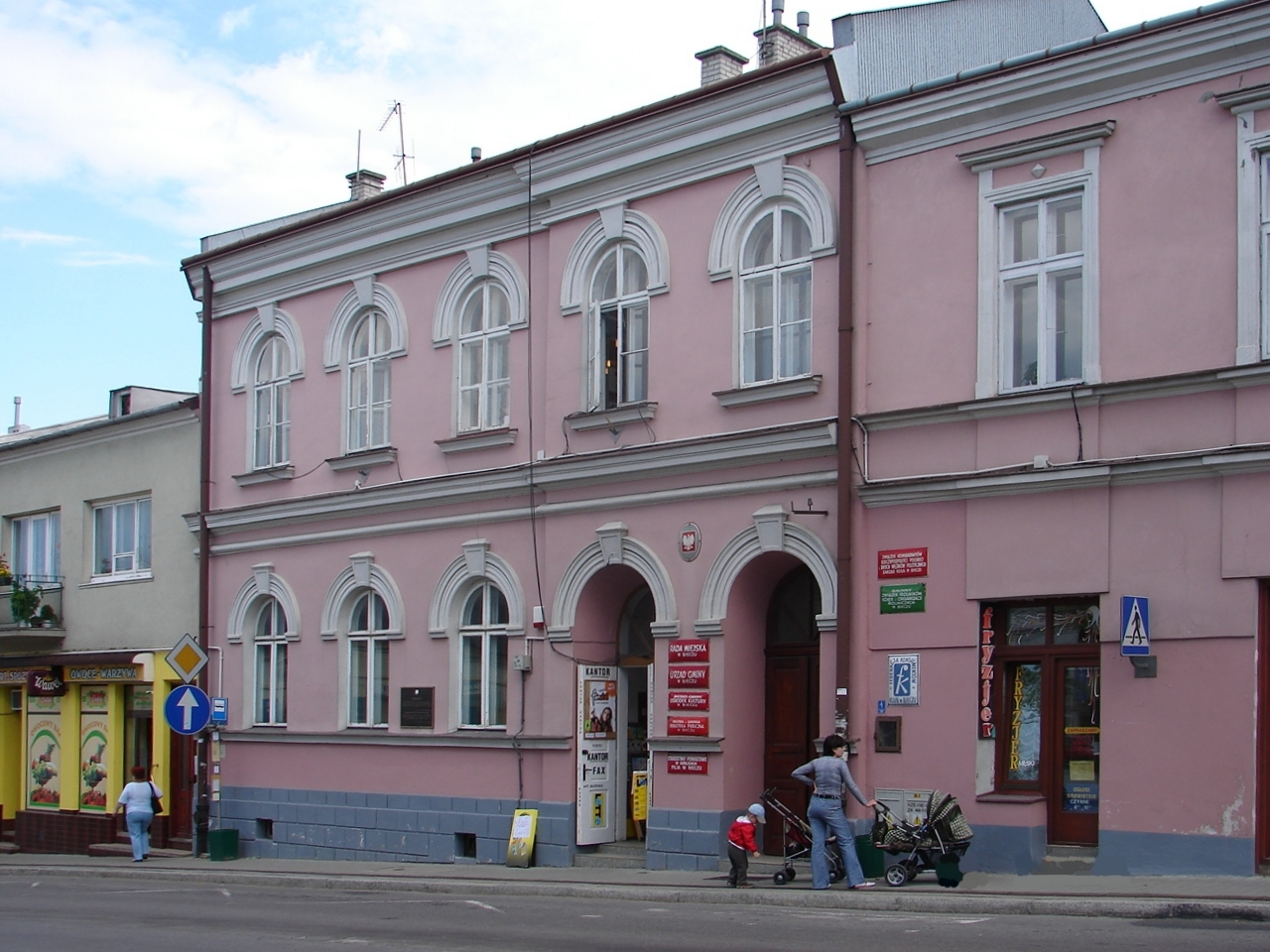
旧市街（図書館）
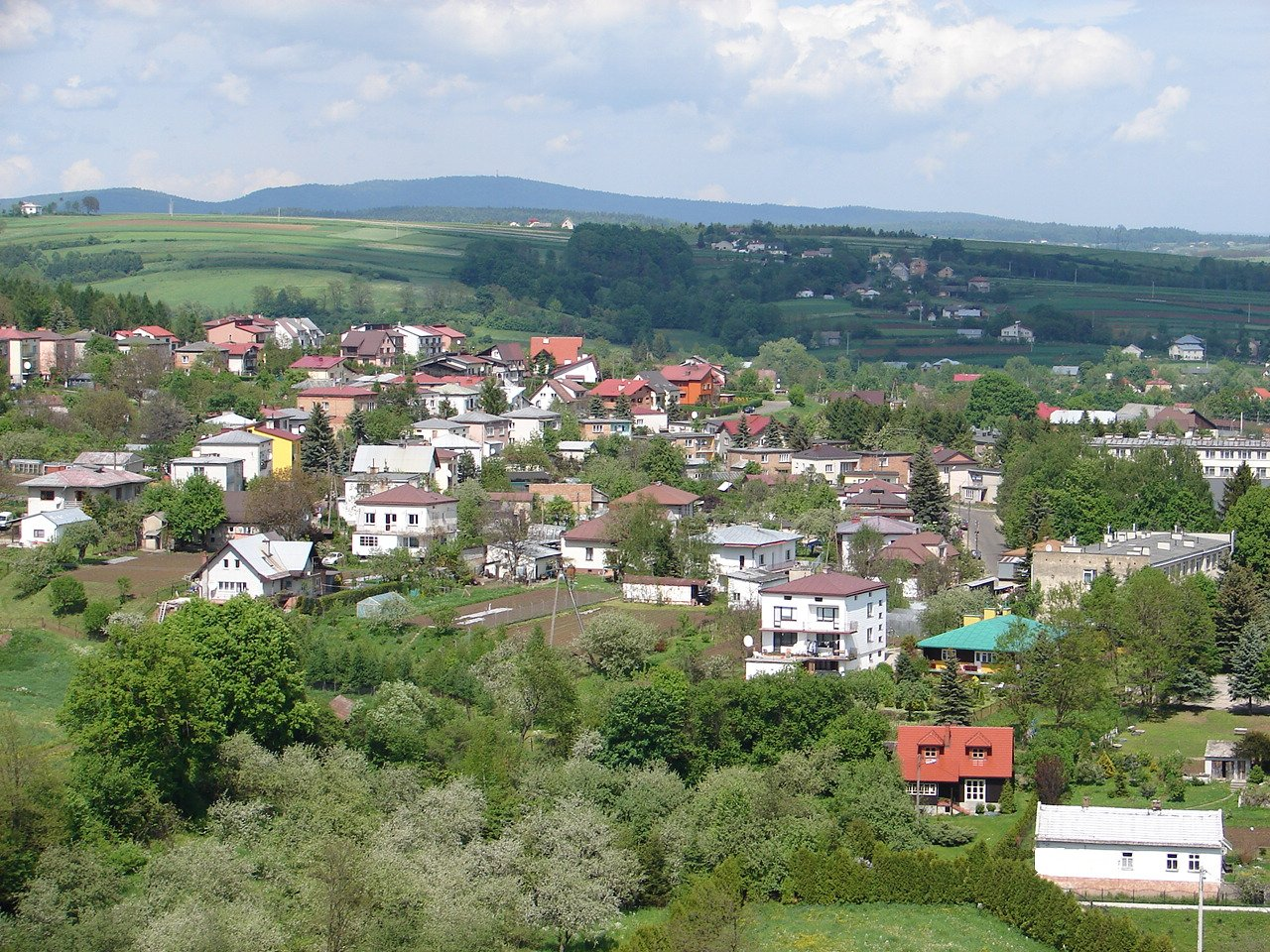
住宅地

### ボフニャ（Bochnia）
世界最古の岩塩坑であるボフニャ岩塩坑（Kopalnia soli Bochnia）がある。この岩塩坑は現在は操業しておらず、内部は博物館として公開されており、岩塩でできた礼拝堂などがある。なお、操業している岩塩坑のうちで世界最古のものは同じくマウォポルスカ県のクラクフ郊外にあるヴィエリチカ岩塩坑。市の公式サイト（ポーランド語、英語とドイツ語は製作中）あり。2013年、ヴィエリチカ岩塩坑を拡大登録する形で、ボフニャ岩塩坑も世界遺産に登録された。

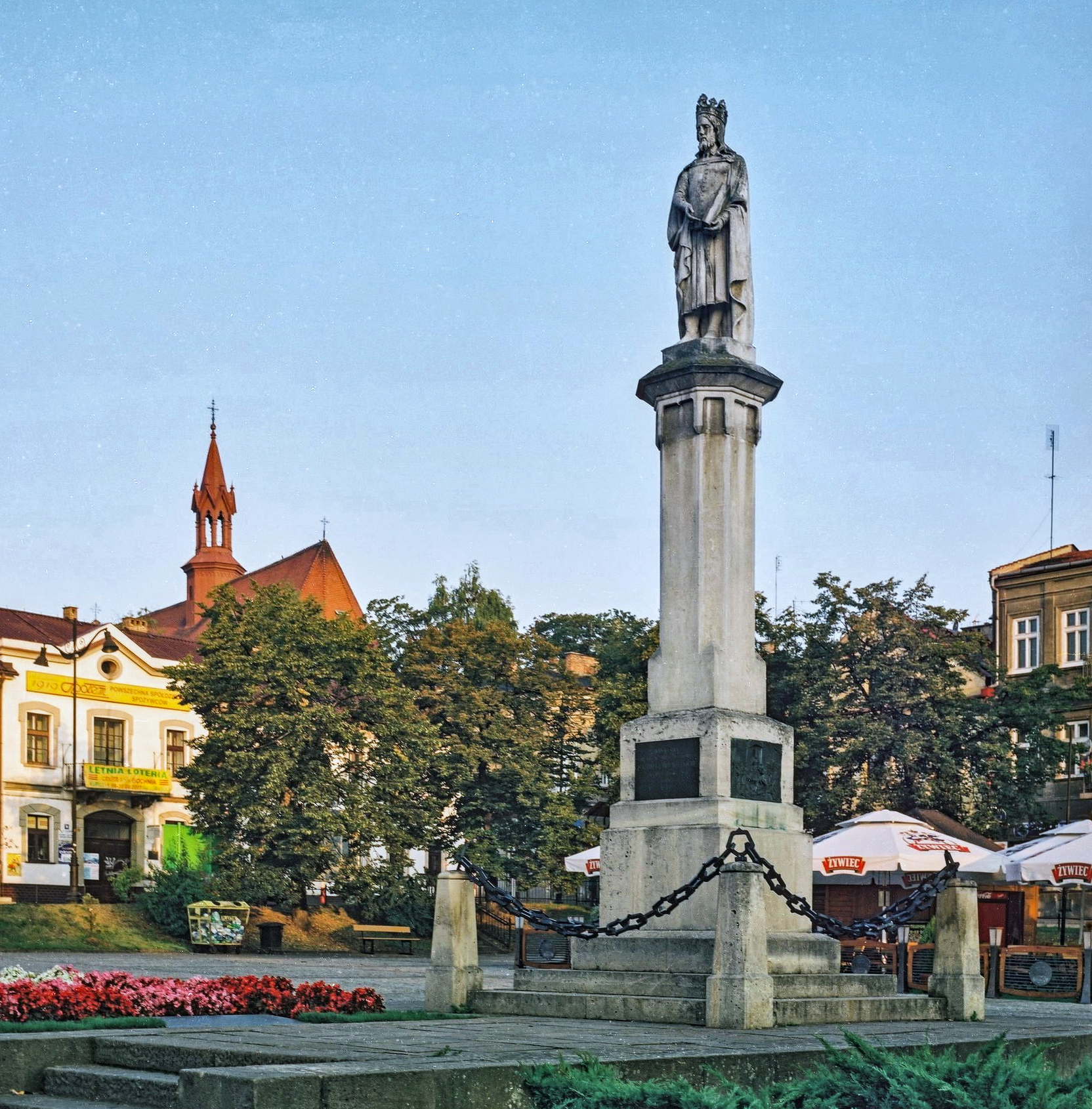
旧市街広場
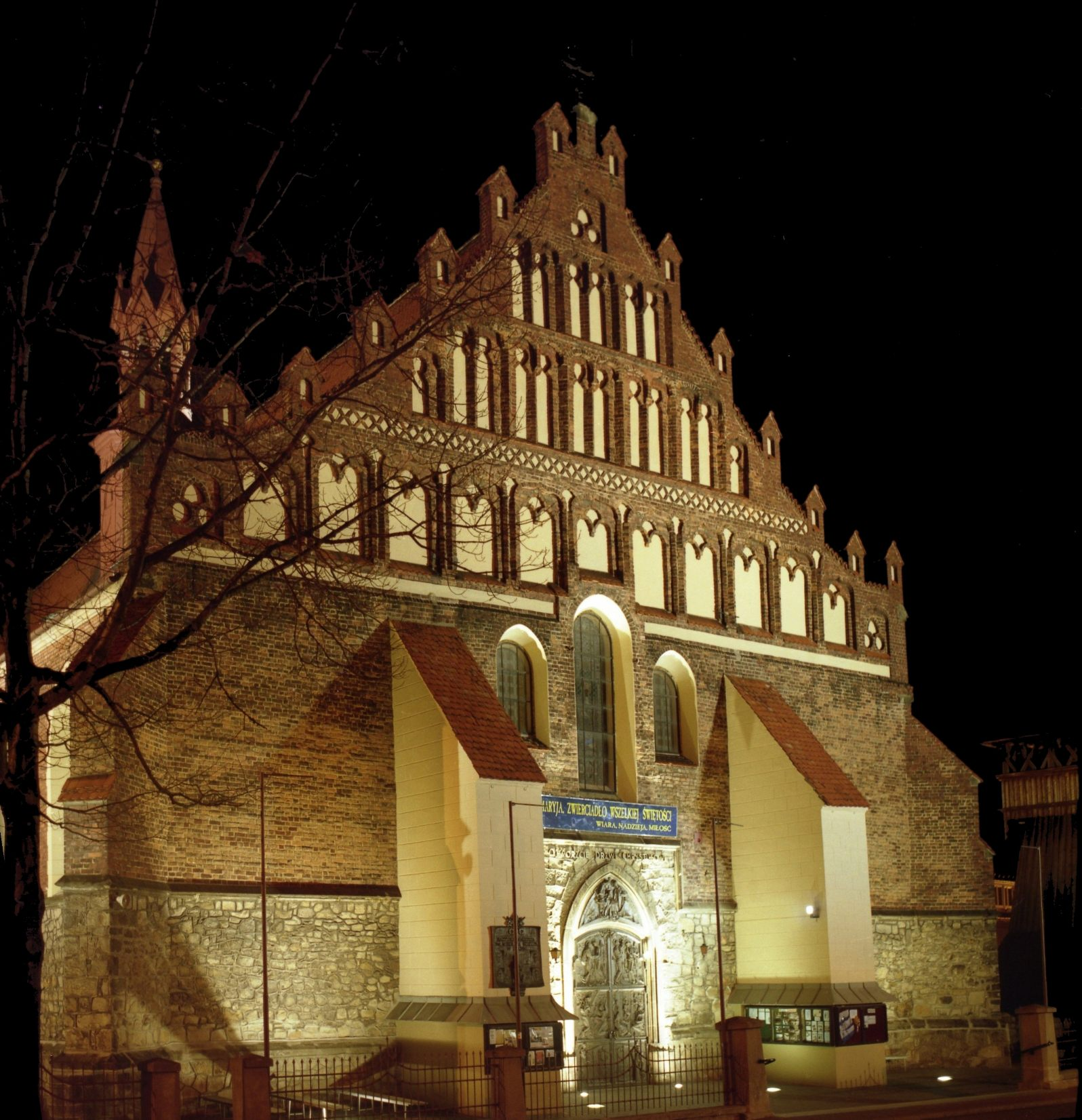
聖ニコラウス聖堂
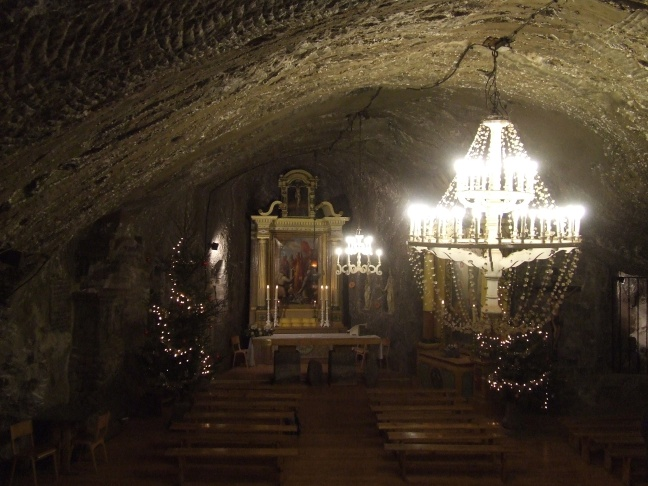
ボフニャ岩塩坑

### カルヴァリア・ゼブジドフスカ‐マニエリスム様式の建築と公園の景観複合体と巡礼公園（Kalwaria Zebrzydowska）
「マニエリスム様式建築と公園の景観複合体および巡礼公園」はユネスコ世界遺産。ヴァドヴィツェから近い。公式サイト（英語・ポーランド語・チェコ語・スペイン語・ハンガリー語・イタリア語・ドイツ語・ロシア語・ポルトガル語・スロヴァキア語・フランス語）あり。

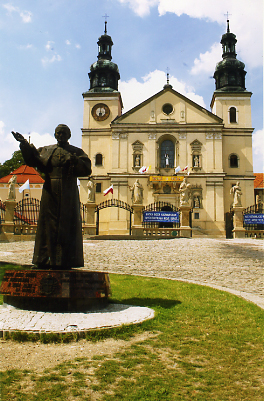
カルヴァリア・ゼブジドフスカ
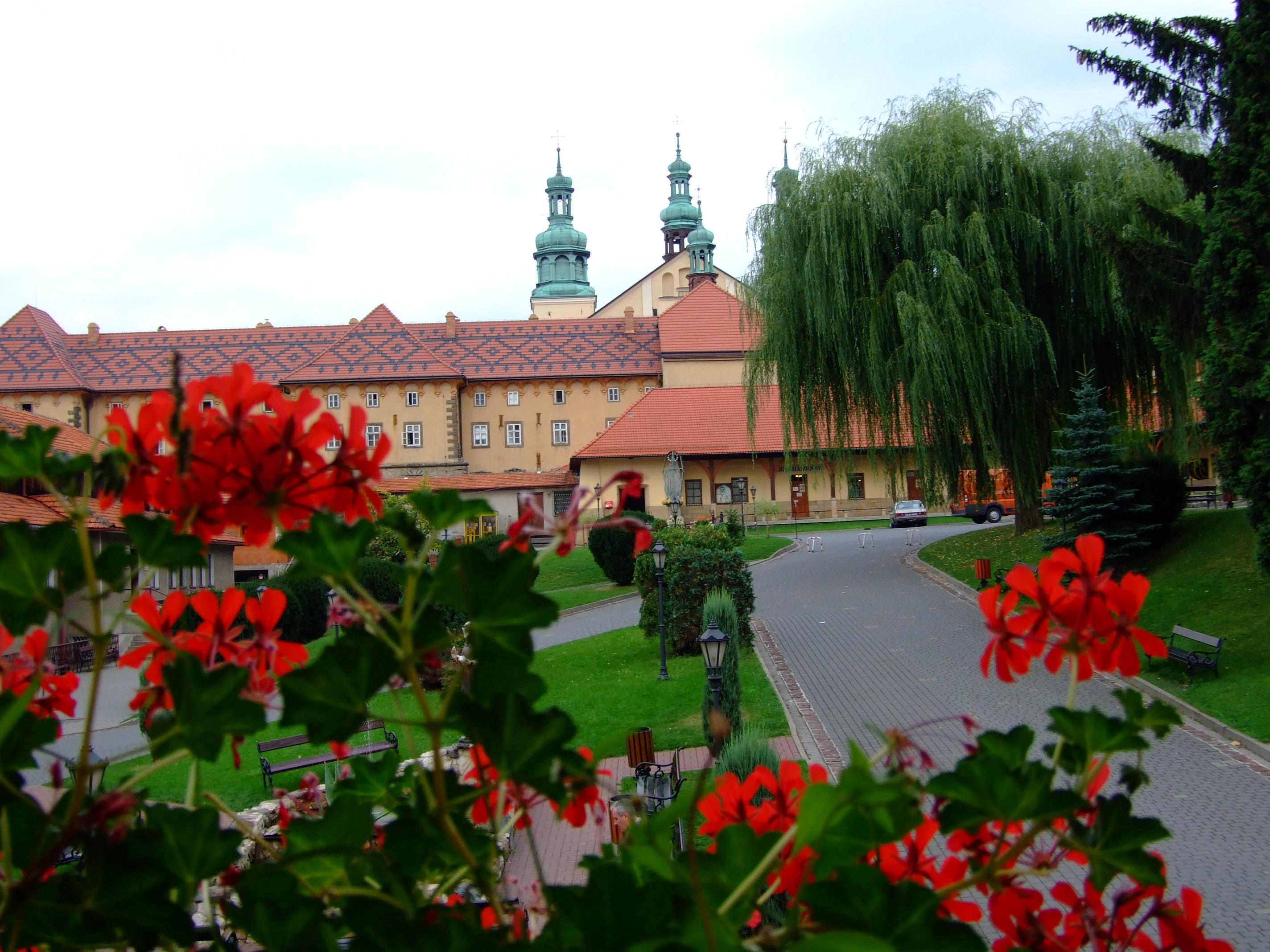
聖地公園

### クラクフ（Kraków）
マウォポルスカ県の県都。長くポーランド王国の首都であった古都。80万人の市民のうち10万人が大学生という、学問の街でもある。美しい歴史地区はユネスコ世界遺産であり、その中心部にはヨーロッパ最大の中世広場がある。市内のカジミェシュ地区にあるユダヤ人街はスティーヴン・スピルバーグ監督の映画「シンドラーのリスト」の舞台となった。郊外にあるヴィエリチカ岩塩坑もクラクフ歴史地区とは別にユネスコ世界遺産に登録されている。クラクフ周辺も田園や森や峡谷の風景の中に古城や宮殿が点在し、オイツフ国立公園などの、風光明媚な観光地が多い。クラクフ市公式サイト（英語・ポーランド語・ドイツ語・フランス語・中国語）あり。

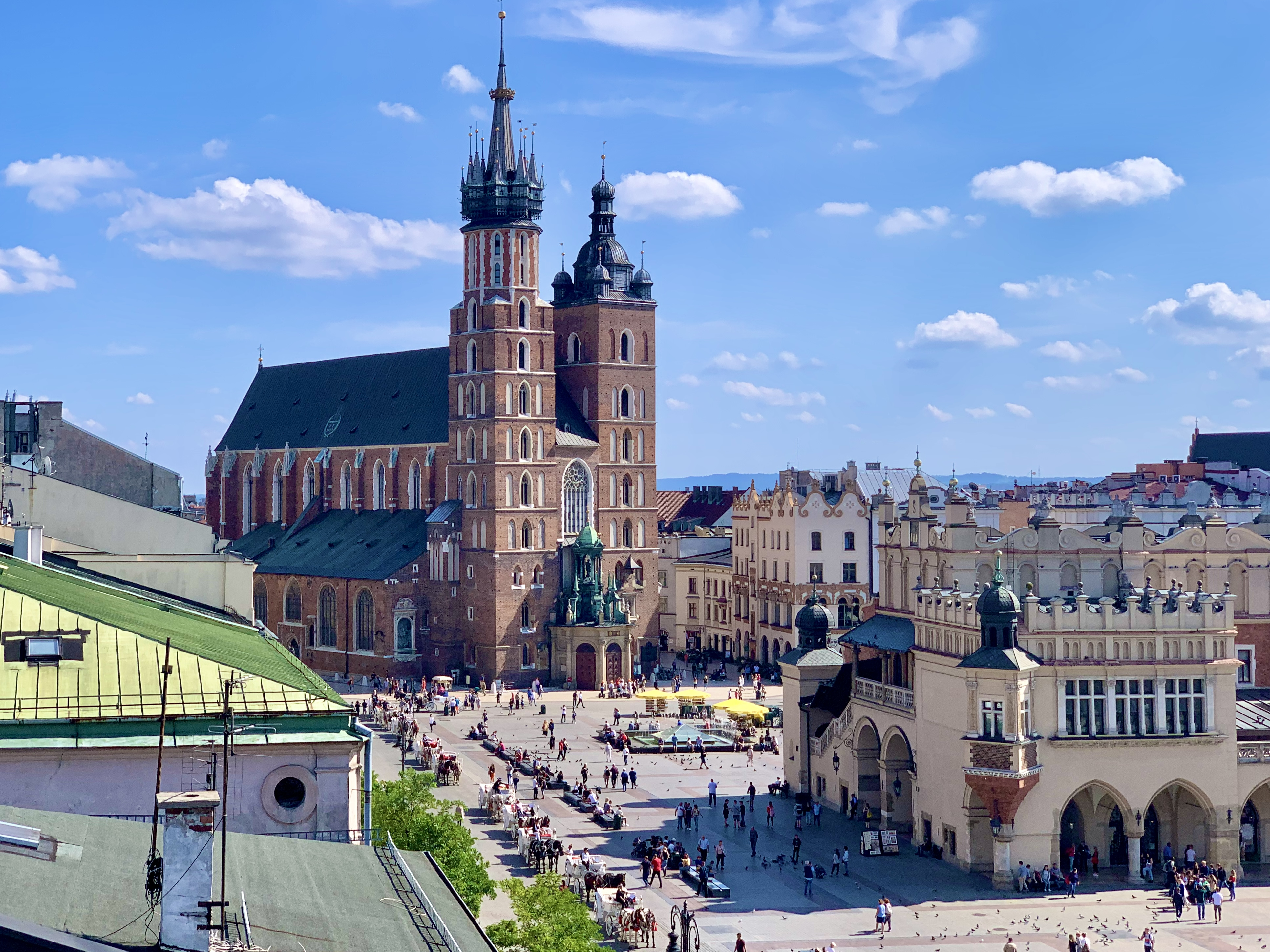
中央広場
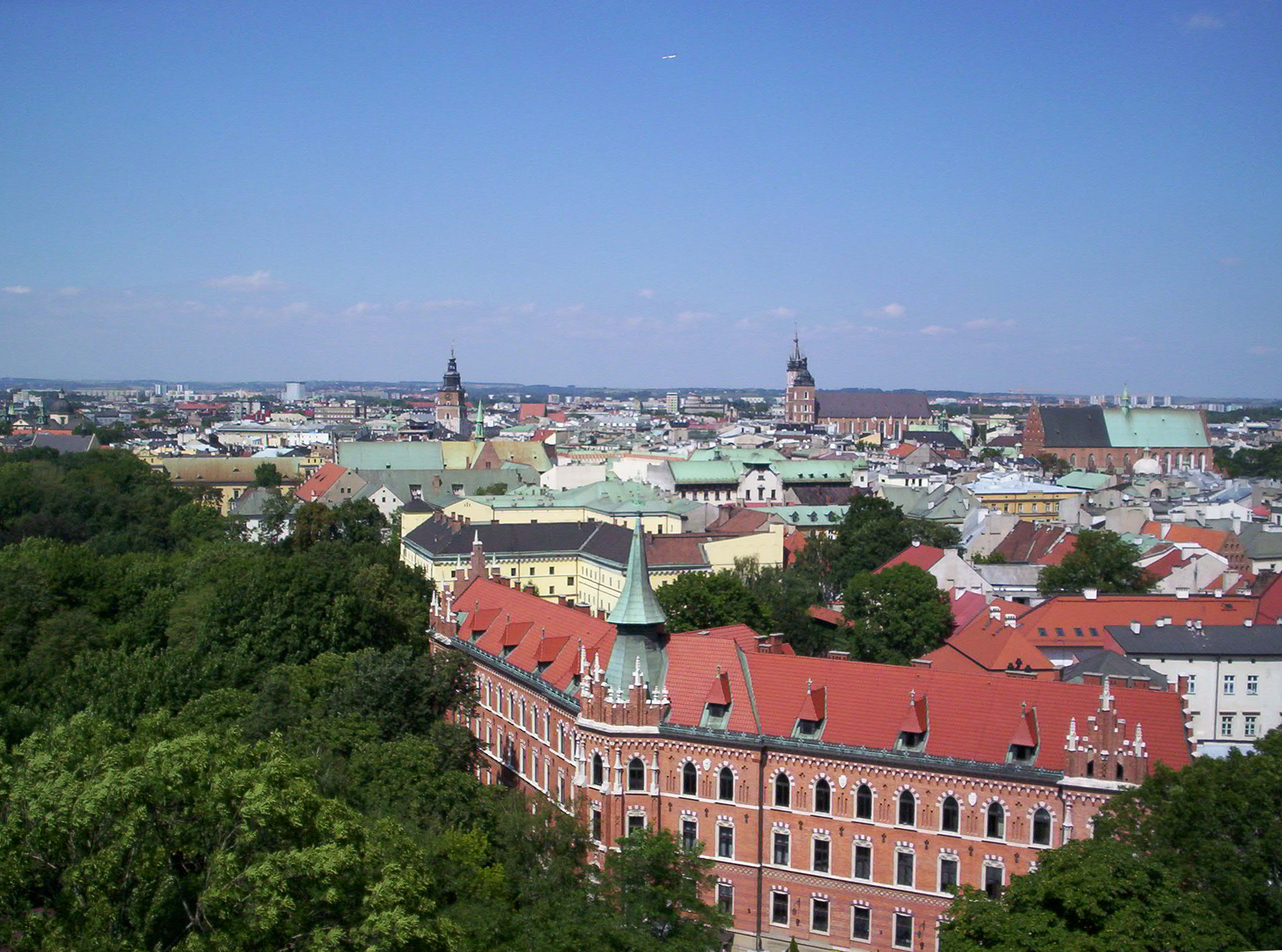
ヴァヴェル城から眺める旧市街
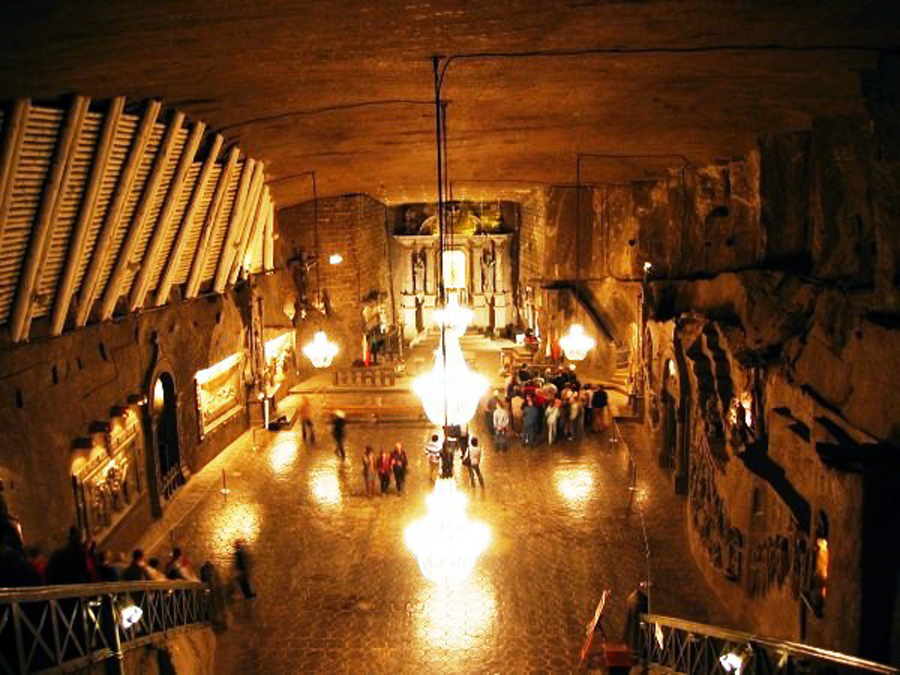
聖キンガ礼拝堂（ヴィエリチカ岩塩坑）
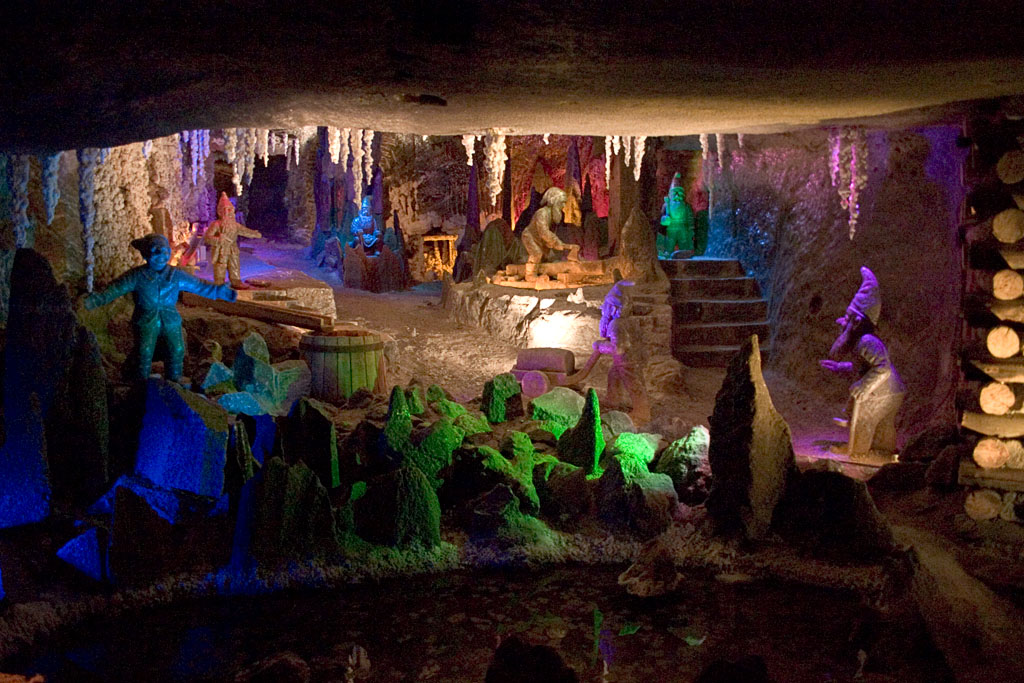
ヴィエリチカ岩塩坑
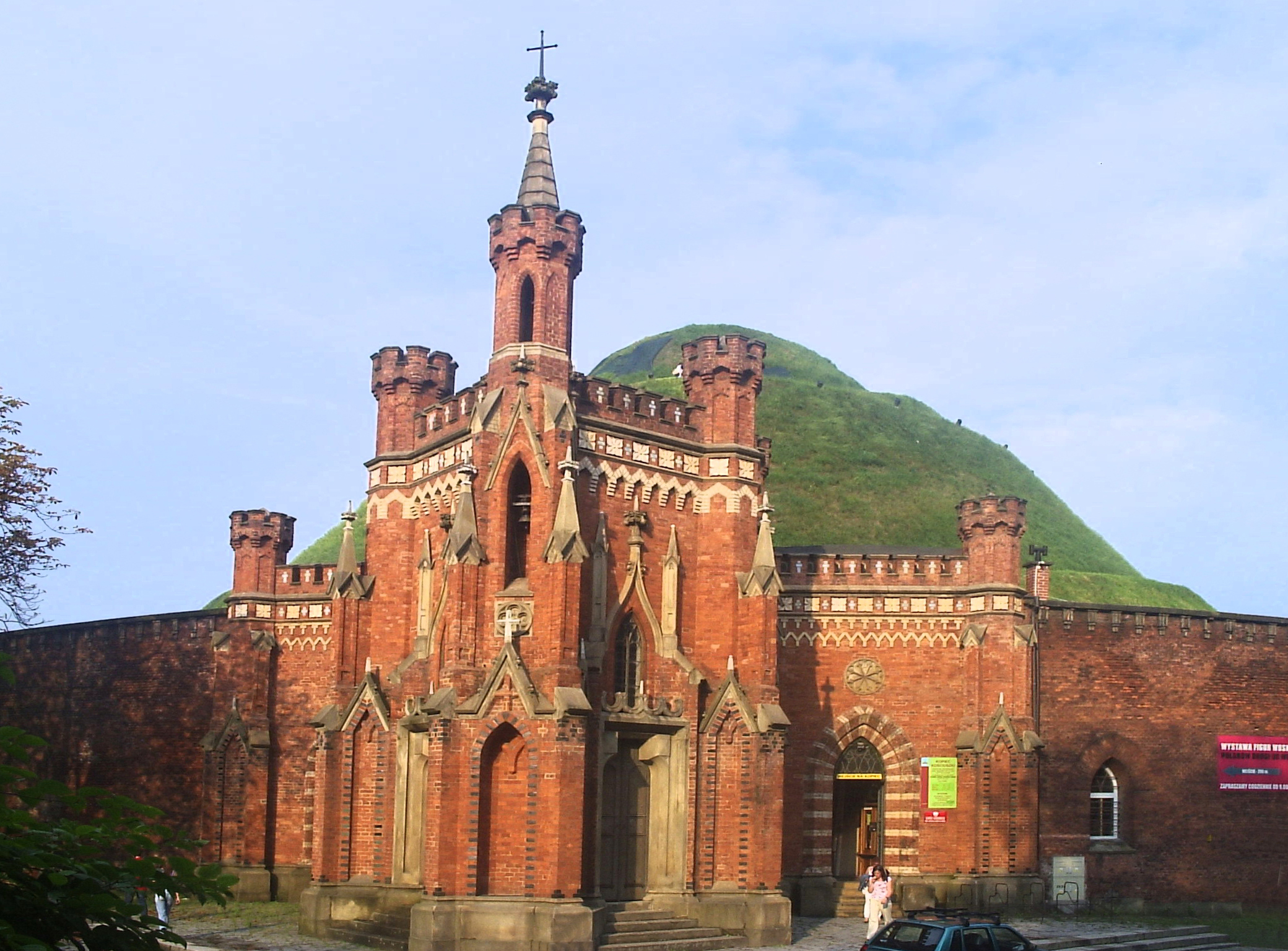
コシチューシュコ山（コシチューシュコ蜂起の要塞）

### マウォポルスカ（Małopolska）南部の木造教会群
マウォポルスカ県とポトカルパチェ県の村々。木造教会はマウォポルスカ県内とその近辺に無数にあるが、現在はそのうち次の6つの村の教会がユネスコ世界遺産として登録されている。ザコパネから比較的近い。観光サイト（英語）あり。
1. ビナロヴァ村（Binarowa）
2. ブリズネ村（Blizne）
3. デンブノ・ポドハラニスキェ村（Dębno Podhalańskie）
4. ハチュフ村（Haczów）
5. リプニツァ・ムロヴァナ村（Lipnica Murowana）
6. センコヴァ村（Sękowa）

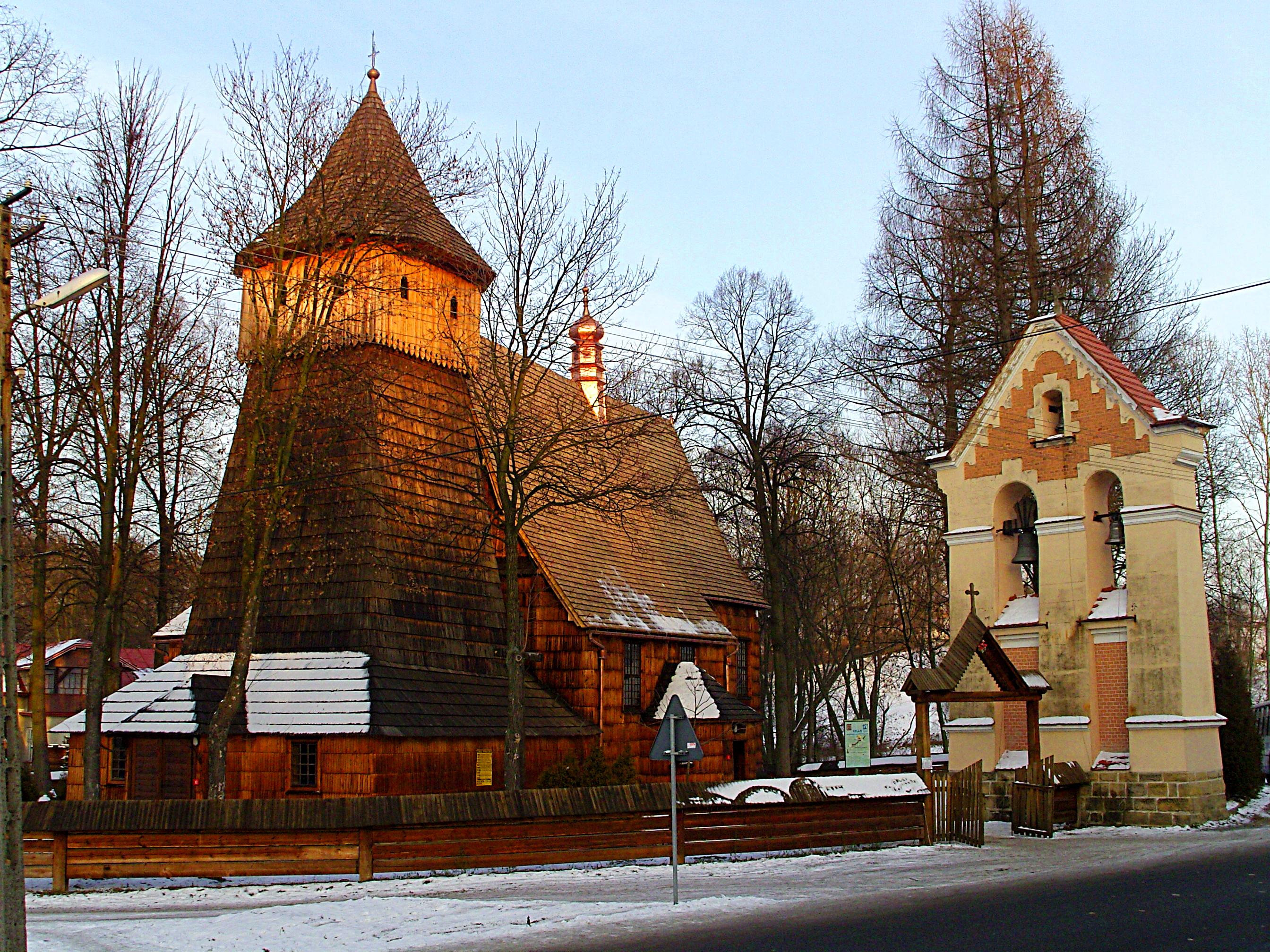
ビナロヴァ村の木造教会
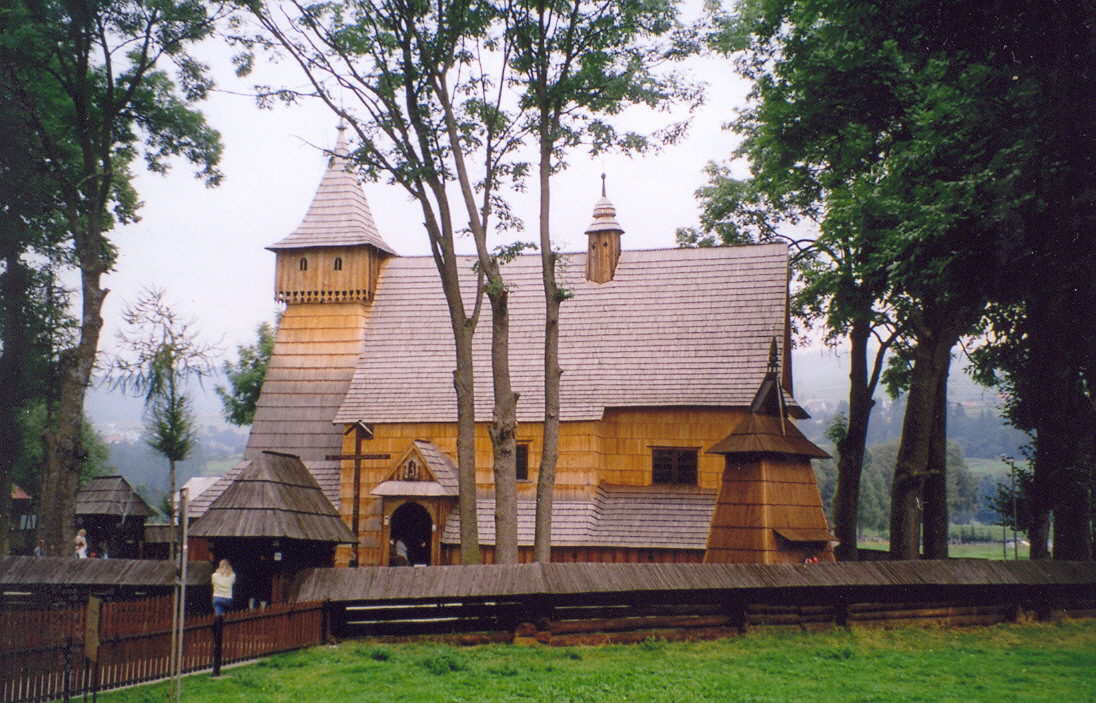
デンプノ・ポドハラニスキェ村（「ポトハレ地方のデンプノ村」の意味）の木造教会
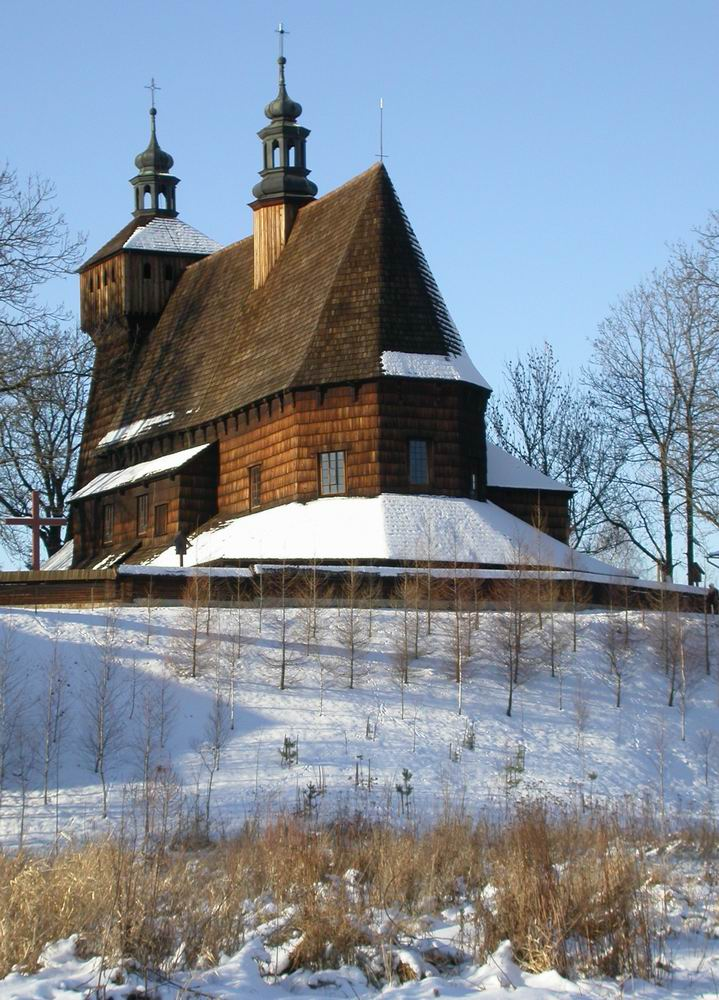
ハチュフ村の木造教会
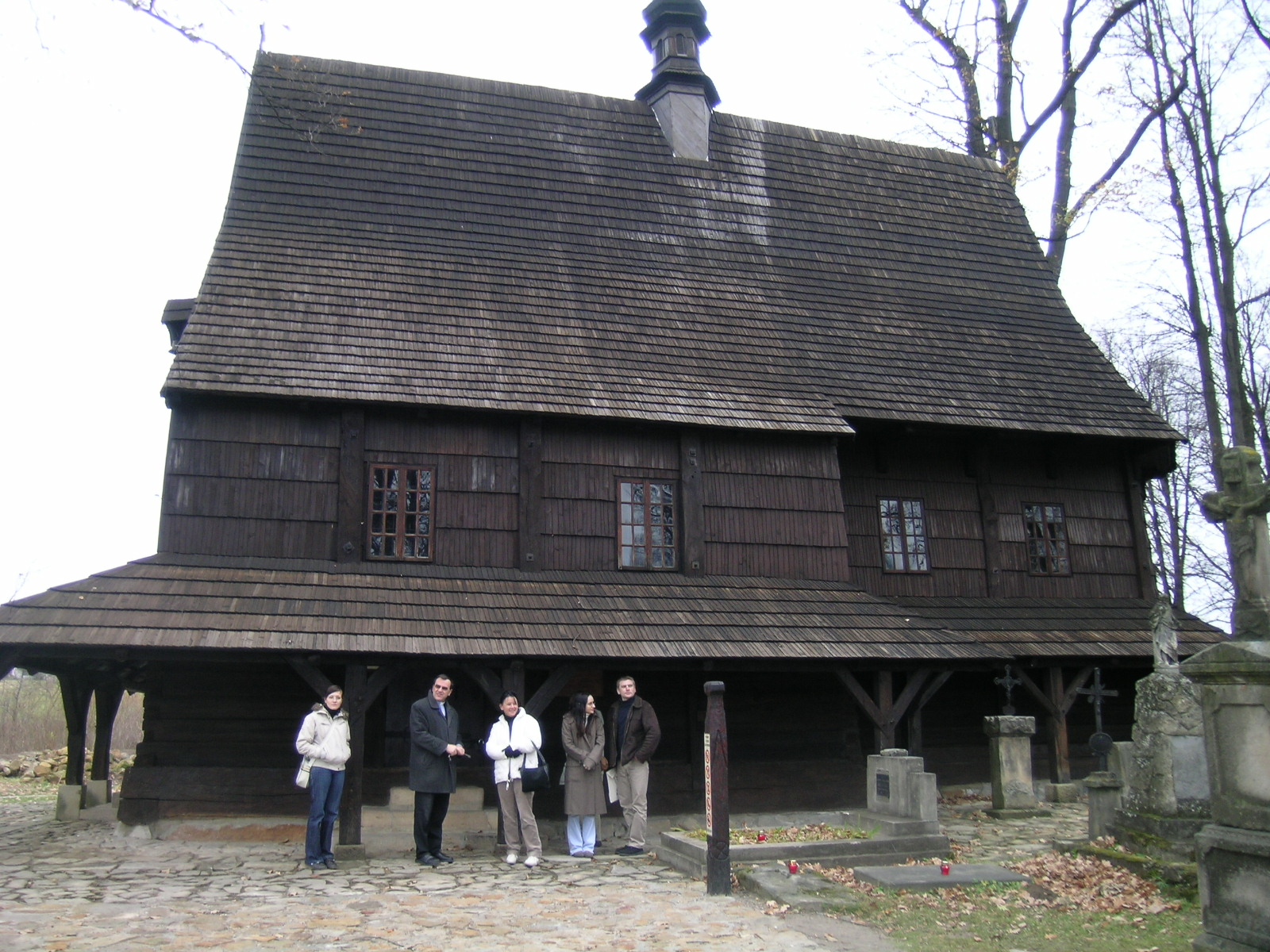
リプニツァ・ムロヴァナ村の木造教会
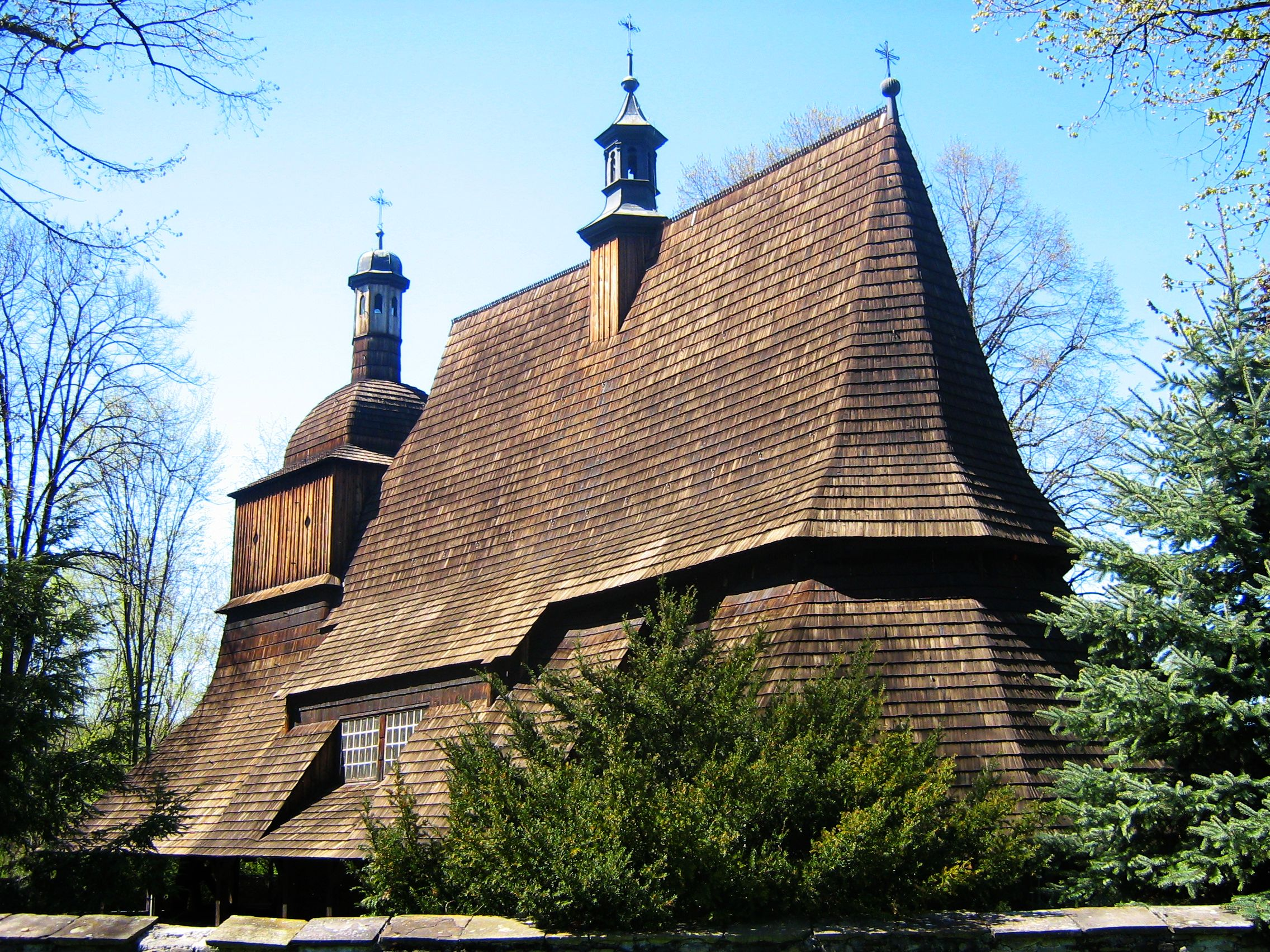
センコヴァ村の木造教会

### ニェヂツァ（Niedzica）
ダム湖のチョルシュテュン湖（Czorsztyn）のほとりの村。14世紀から建設されたニェヂツァ城（Zamek w Niedzicy、ドゥナイェツ城とも呼ばれる）で有名。この城が建設された当時ここはハンガリーとの国境付近であった。公式サイト（英語・ポーランド語・ドイツ語）あり。ニェヂツァ城（ドゥナイェツ城）の公式サイト（英語・ポーランド語）あり。

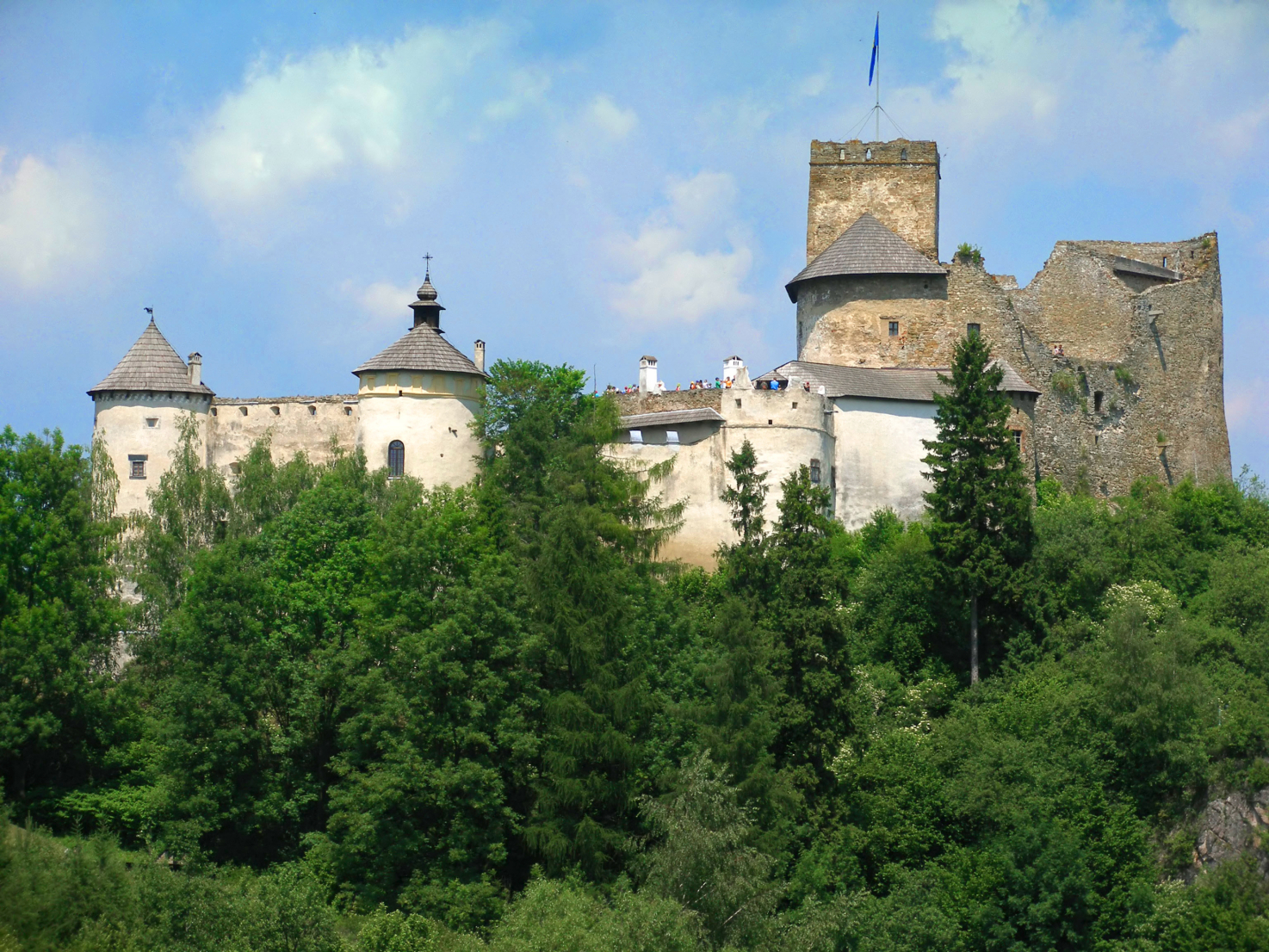
ニェヂツァ城
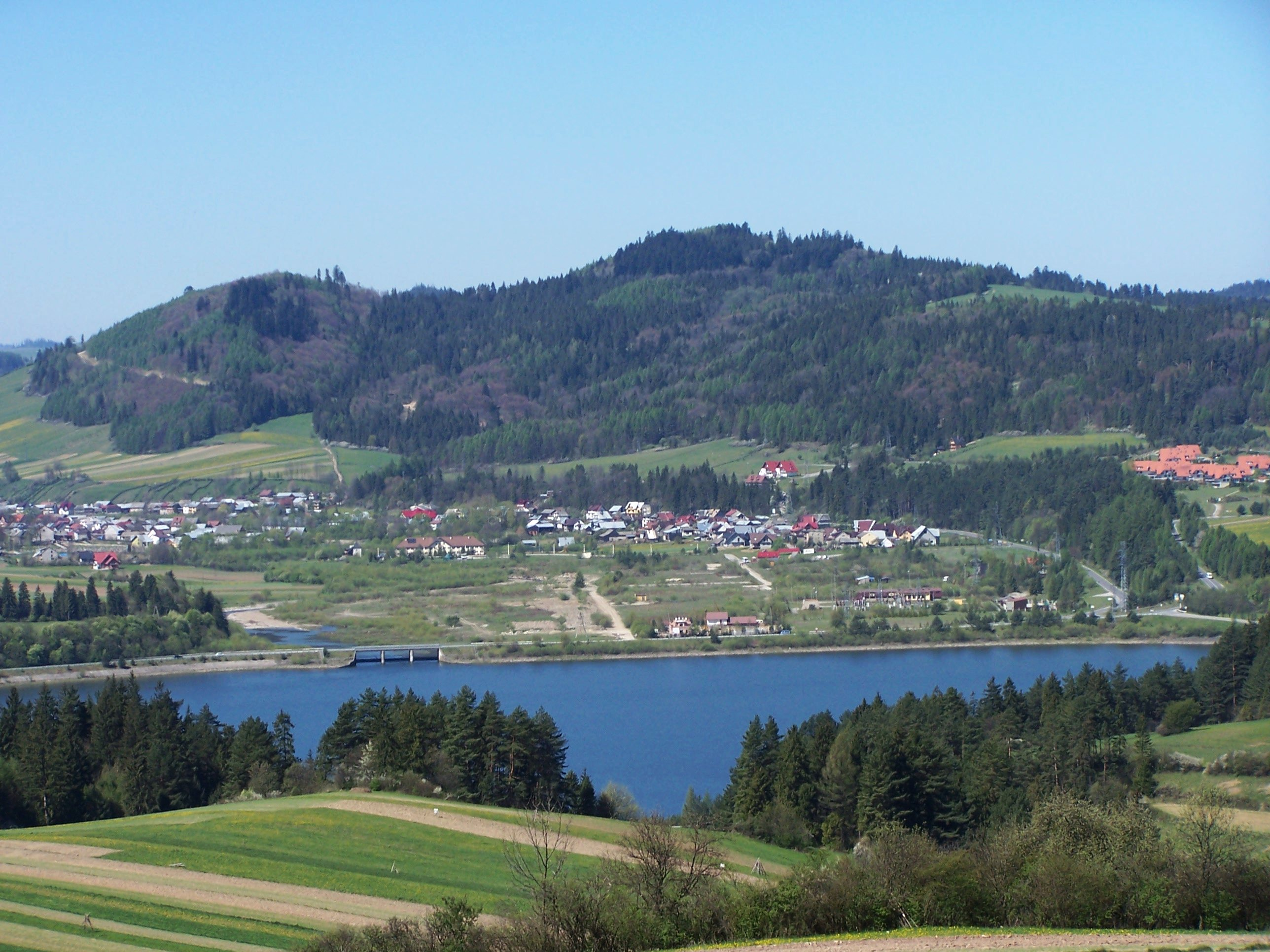
チョルシュテュン湖

### ノヴァ・フタ（Nowa Huta）
クラクフの郊外に、社会主義時代の1940年代末から1980年代にかけて大規模に建設された鉄鋼業を中心とする計画都市。社会主義リアリズム建築様式の建物が多く、産業都市であるが社会主義時代のノスタルジックな景観と雰囲気が味わえるとして、近年は特に欧米人の間でエキセントリックな観光地として人気がある。アンジェイ・ワイダ監督の映画『大理石の男』の舞台。公式サイト（英語・ポーランド語）あり。

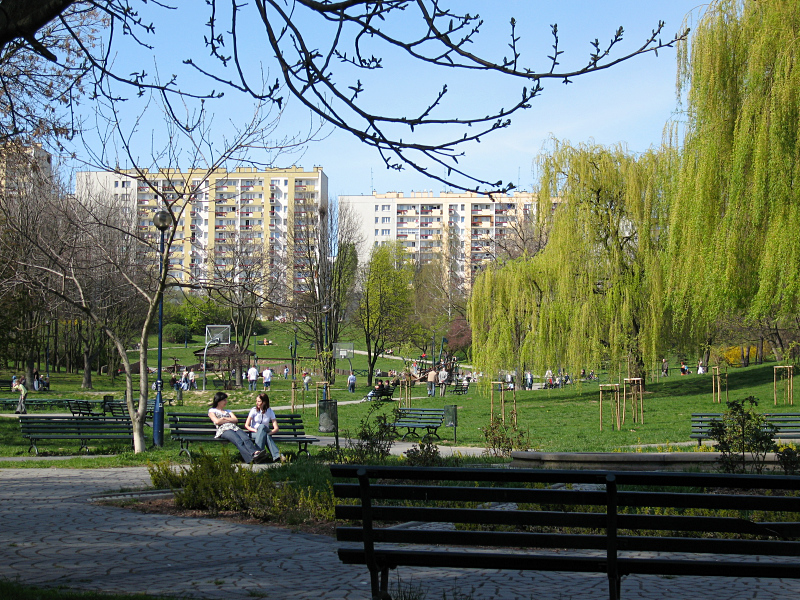
千年公園
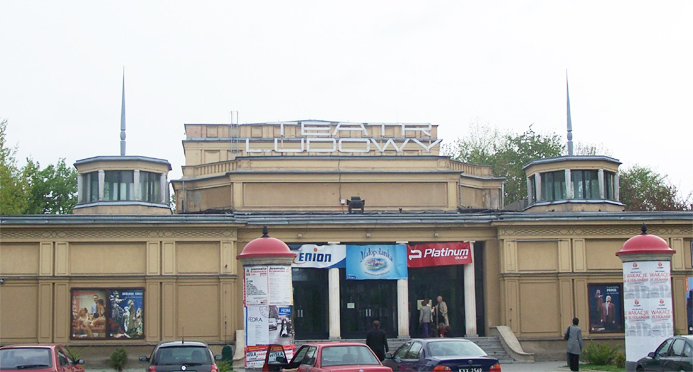
人民劇場
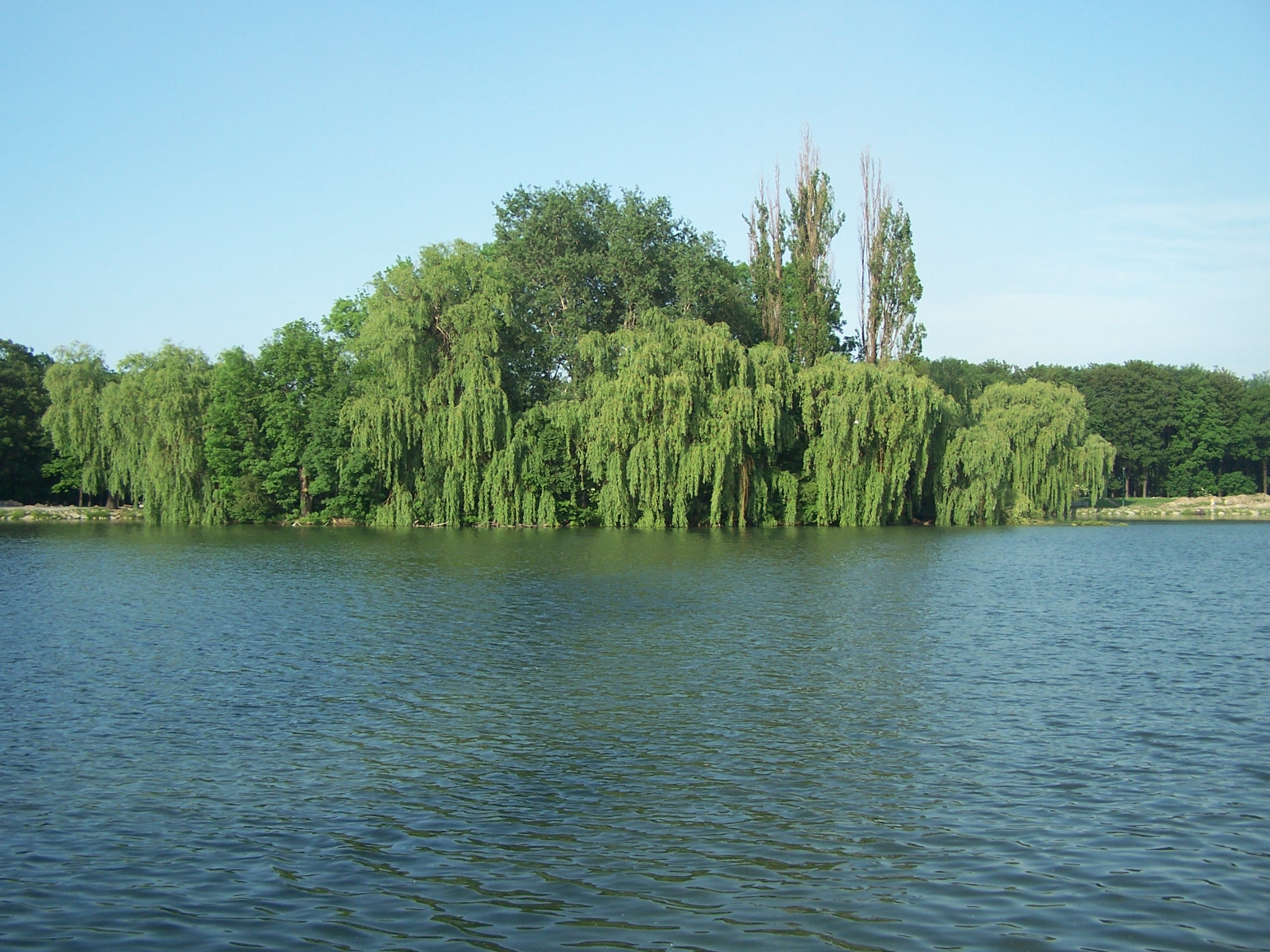
ノヴァ・フタ湖

### ノヴィ・ソンチ（Nowy Sącz）
周辺は「ポーランドのトスカーナ」と呼ばれる美しい田園と自然の風景が広がる。スロヴァキアとの国境に近い。中世には地中海とバルト海を結ぶ交易路の中継地として大いに栄えた。ここの旧市街広場はヨーロッパ最大の中世広場であるクラクフの旧市街広場に次いで広く、中世広場としてはヨーロッパ第二の広さを誇る。旧市庁舎、王の城跡、聖マルガリータ聖堂（Bazylika kolegiacka Św. Małgorzaty）をはじめとした多数の教会群、時代村（Sądecki Park Etnograficzny）が見どころであり、近隣の村々の木造教会群を巡ったり、ベスキディ山脈（Beskidy）でハイキングやキャンプをする際の拠点にもなっている。カロル・ヴォイティワ（若き日のローマ教皇ヨハネ・パウロ2世）はここからベスキディ山脈のハイキングに行くのがお気に入りだった。市公式サイト（英語・ポーランド語・ドイツ語・スロヴァキア語・ロシア語）あり。

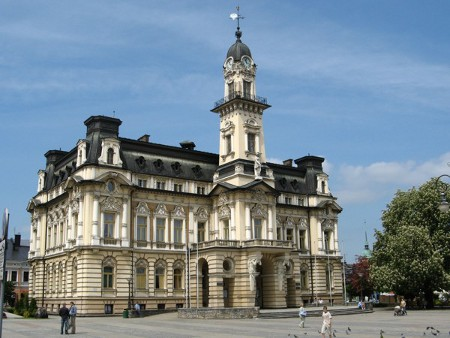
市庁舎
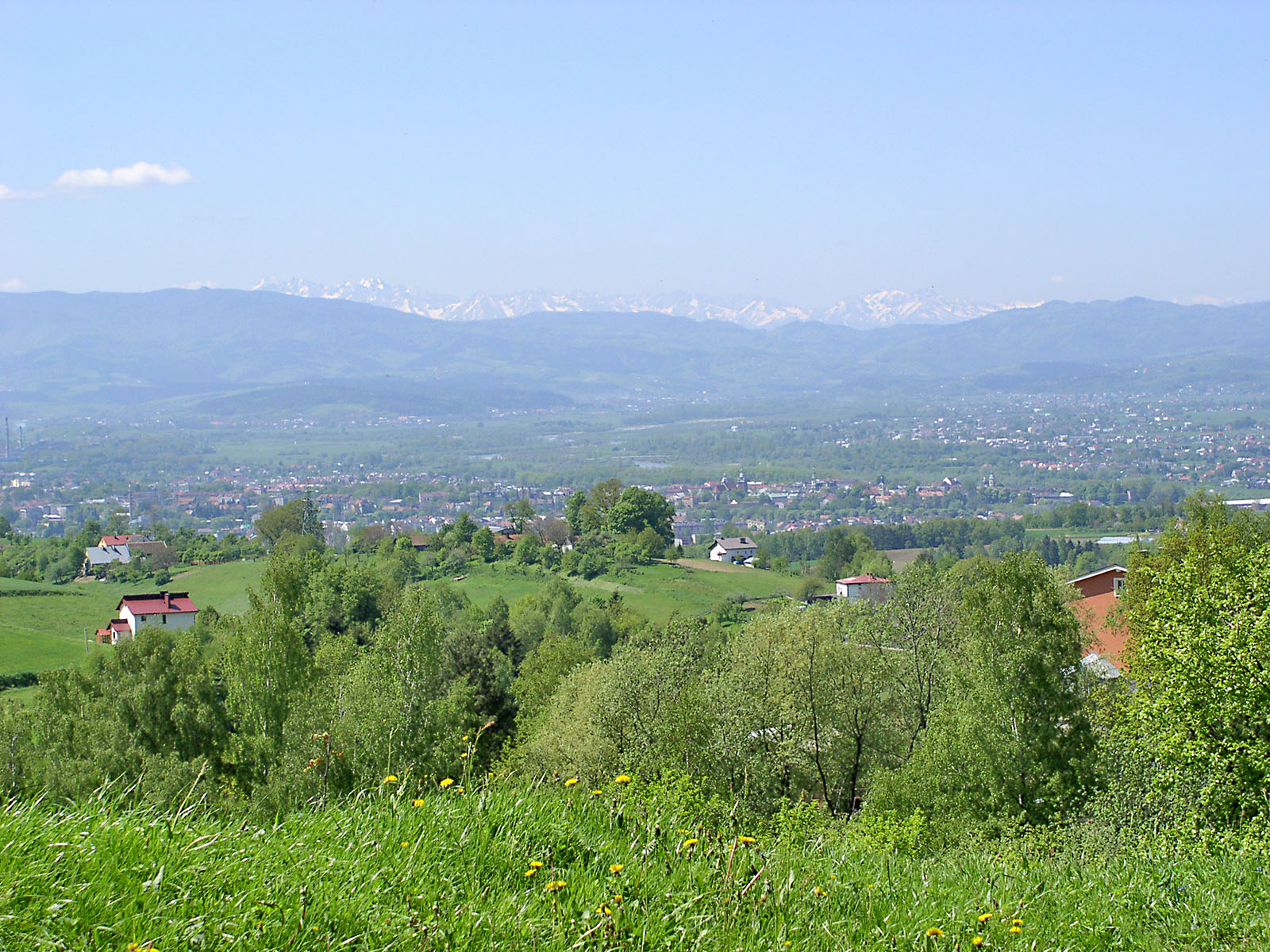
ポーランドのトスカーナと呼ばれる風景

### オシフィエンチム（Oświęcim）
中心には旧市街があり、周囲はのどかな農村が広がるが、街の南東と北西の郊外にナチス・ドイツが建設したアウシュヴィッツ＝ビルケナウ強制収容所跡がある。この強制収容所跡は博物館となっており、人類の負の歴史を後世に伝えるためユネスコ世界遺産に登録されている。市公式サイト（英語・ポーランド語）あり。

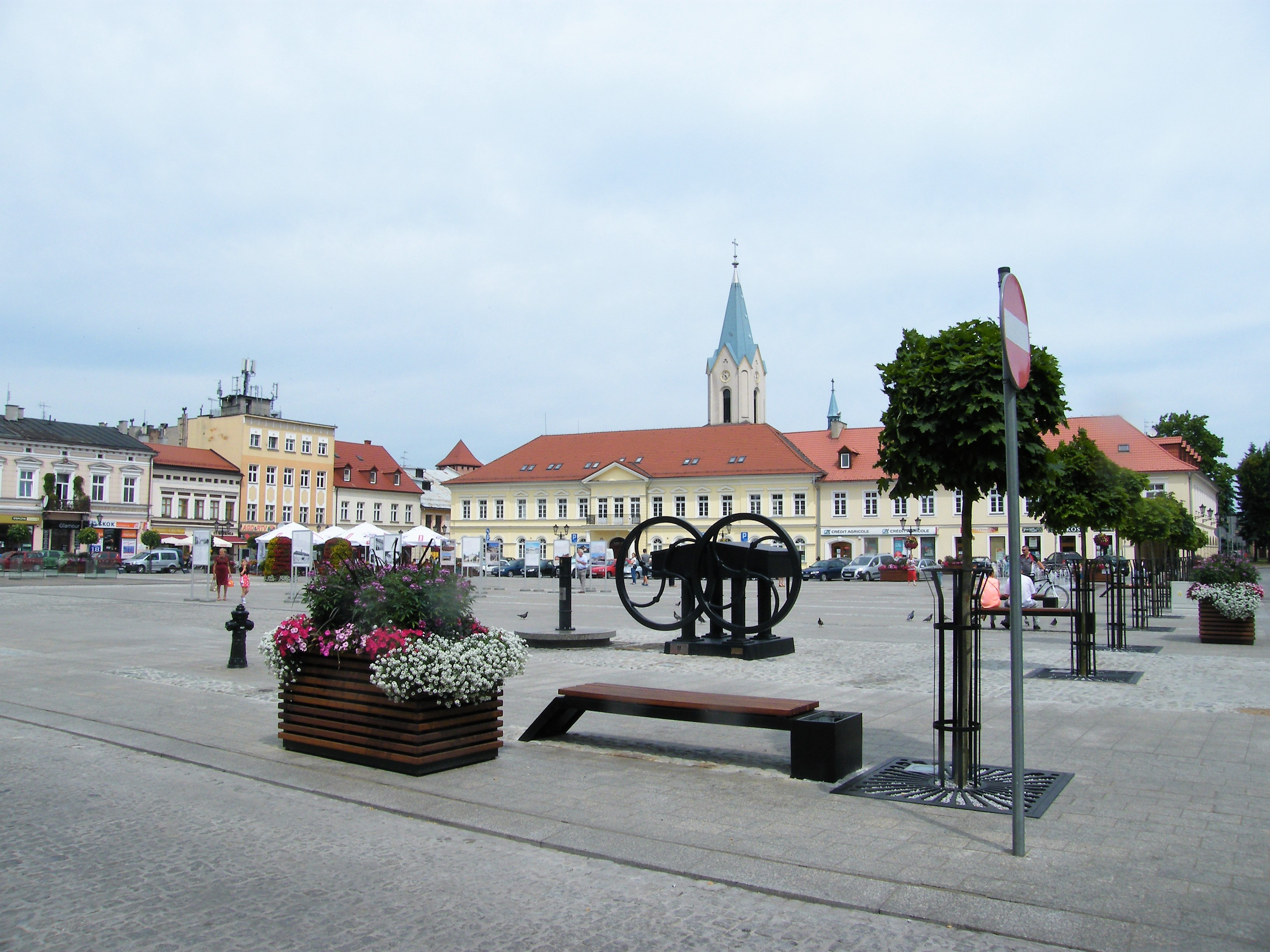
オシフィエンチム中心街
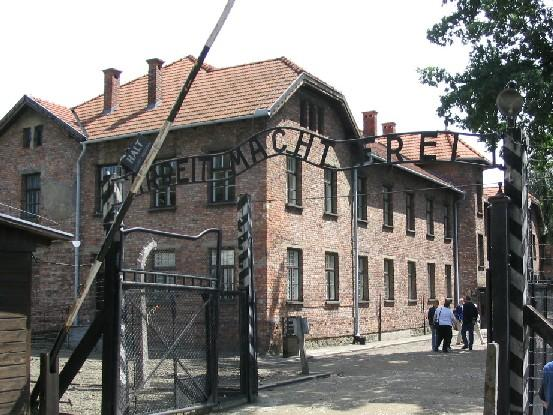
アウシュヴィッツ博物館
アウシュヴィッツ博物館

### ドゥナイェツ峡谷（Przełom Dunajca）
スロヴァキアとの国境地帯にあるピェニヌィ山系（Pieniny）にあるドゥナイェツ川（Dunajec）の峡谷。伝統的ないかだ下りで有名。ピェニニュィ国立公園（Pieniński Park Narodowy）にある。ユネスコ世界遺産の暫定リストに登録されている。国立公園公式サイト（英語・ポーランド）あり。

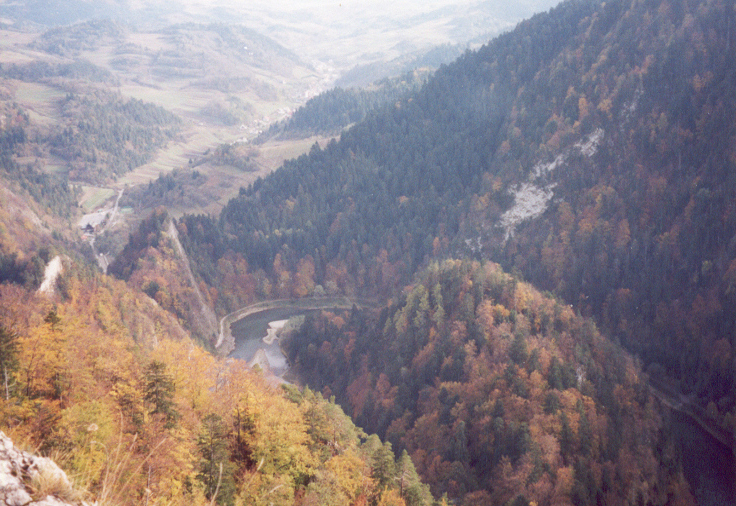
ドゥナイェツ峡谷
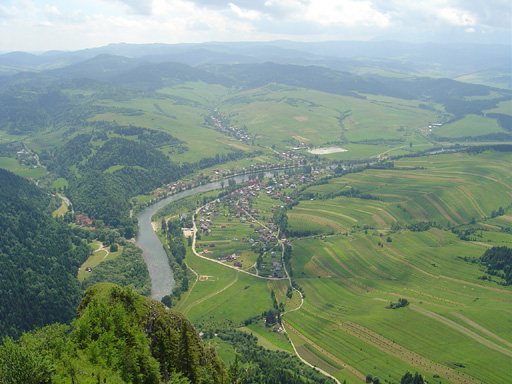
トゥシュィ・コロヌィ（三冠山）から見下ろすドゥナイェツ川
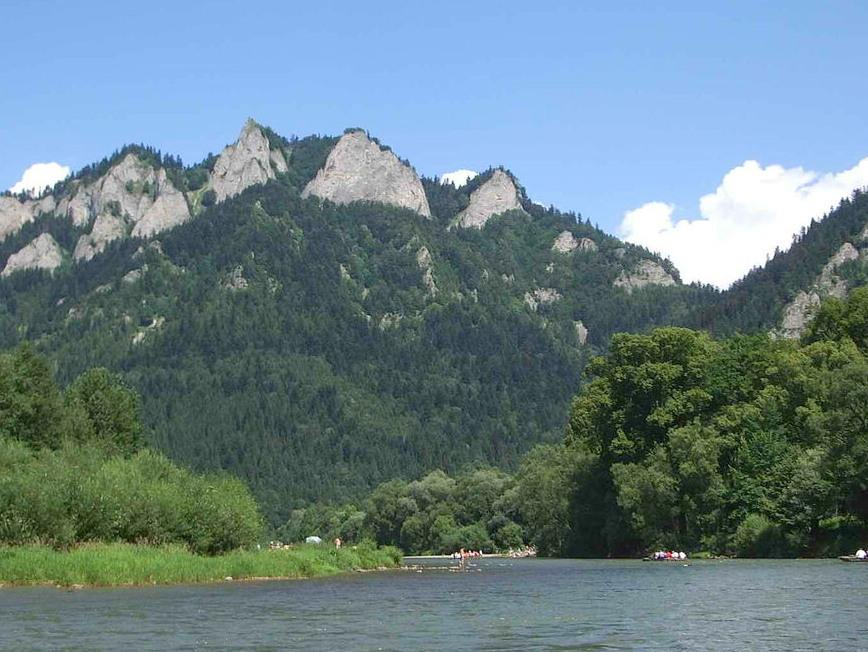
トゥシュィ・コロヌィ（三冠山）

### タルヌフ（Tarnów）
「ポーランド・ルネサンスの真珠」と呼ばれ、ポーランド式ルネサンス建築やゴシック・ルネサンス建築の街並みが美しい。ゴシック様式の彫刻や絵画が多く保存されている。「タルヌフ・ティー（タルニュフカTarniówka）」というハーブティーの産地。夏季には芸術や音楽などの祭典が多数開かれる。クラクフから近い。公式サイト（英語・ポーランド語・ドイツ語・フランス語・スペイン語）あり。

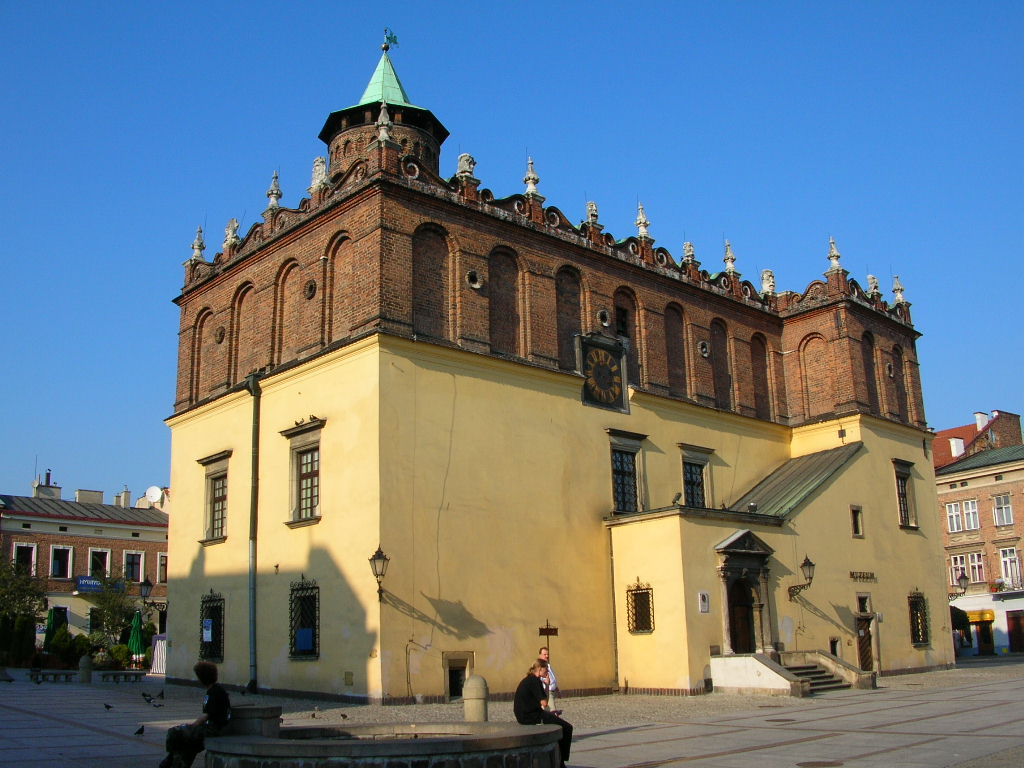
旧市庁舎
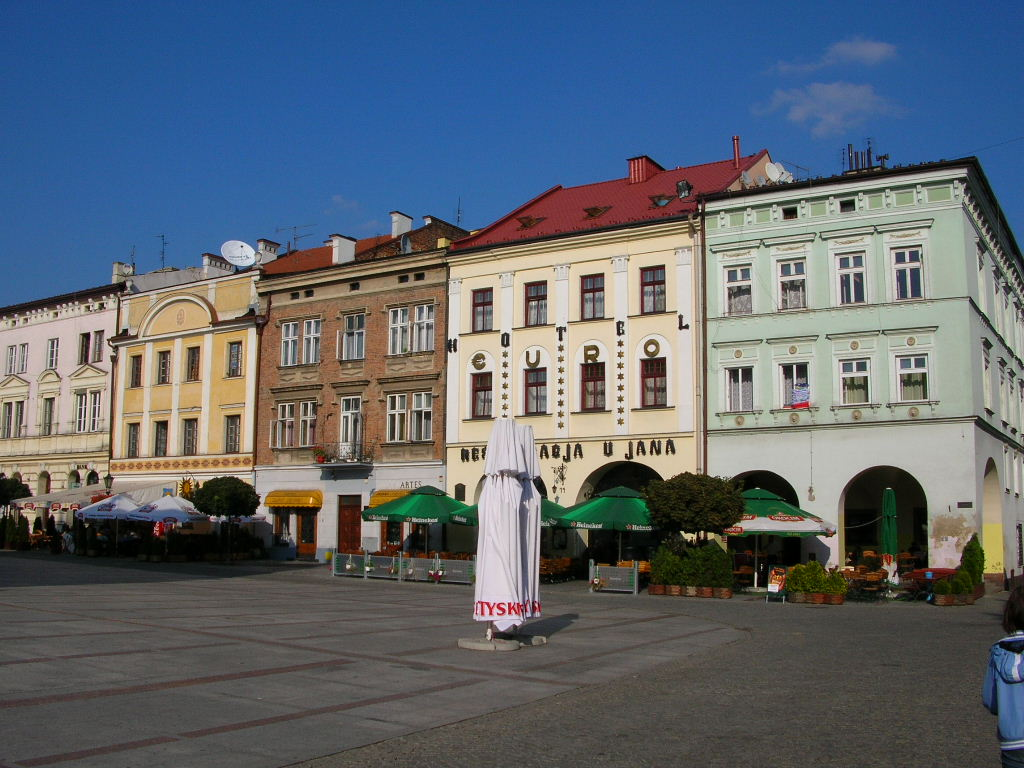
旧市街広場
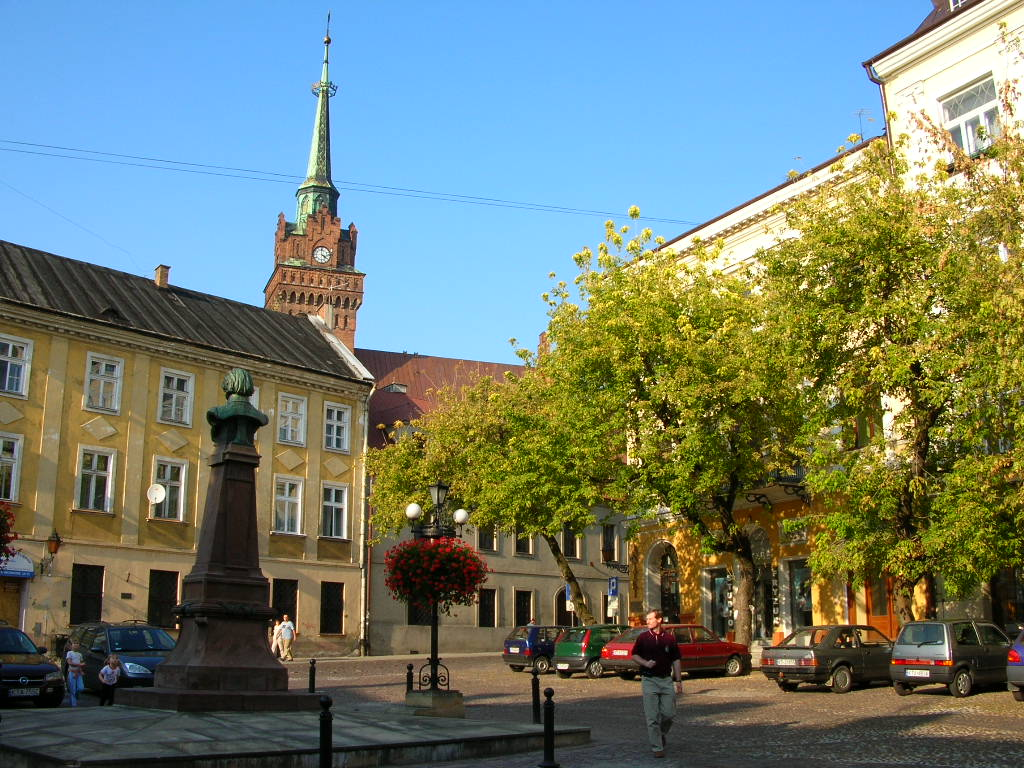
カジミェシュ大王広場

### ヴァドヴィツェ（Wadowice）
ローマ教皇ヨハネ・パウロ2世の出身地。ヨハネ・パウロ2世の生家、旧市街広場、バシリカ（Bazylika Ofiarowania NMP）をはじめとした教会群が見どころ。ヴァドヴィツェへはクラクフから直通の列車が出ている。公式サイト（ポーランド語）あり。

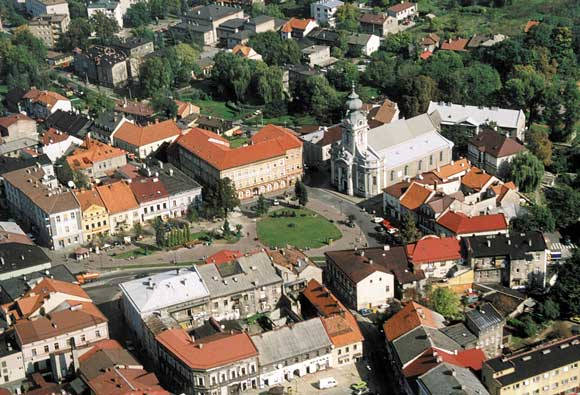
ヴァドヴィツェ
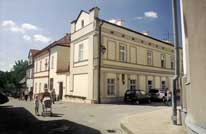
ヨハネ・パウロ2世の生家

### ザコパネ（Zakopane）
山岳リゾートの街。タトラ山脈のふもとにある。ポーランドで最も賑わう避暑地およびウインタースポーツの基地として有名。街と近隣の村々は「ザコパネ様式」という独特の木造建築でも有名。公式サイト（英語・ポーランド語・ドイツ語・フランス語・ロシア語・ハンガリー語）、観光サイト（英語）あり。

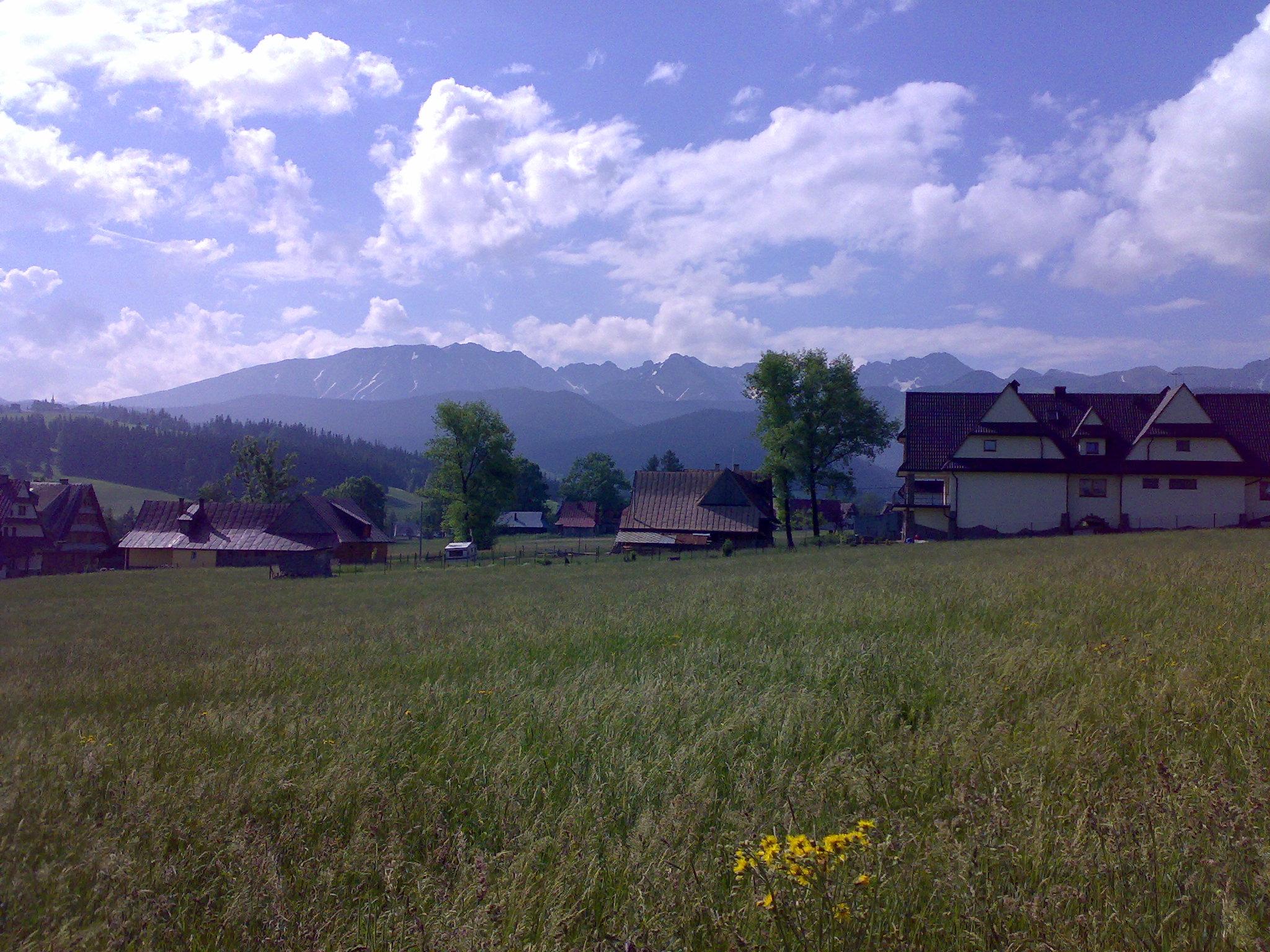
タトラ山地
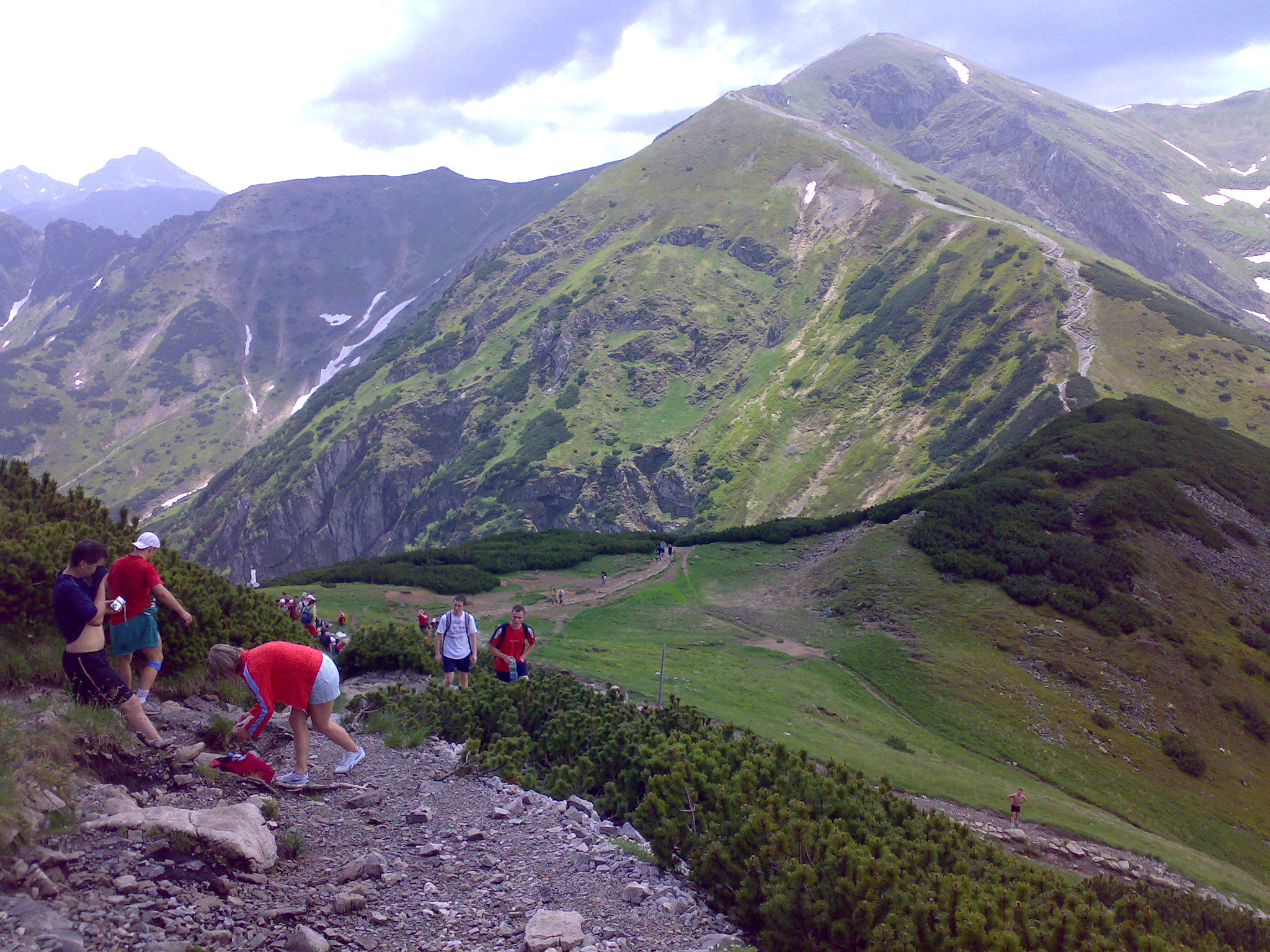
タトラ山地
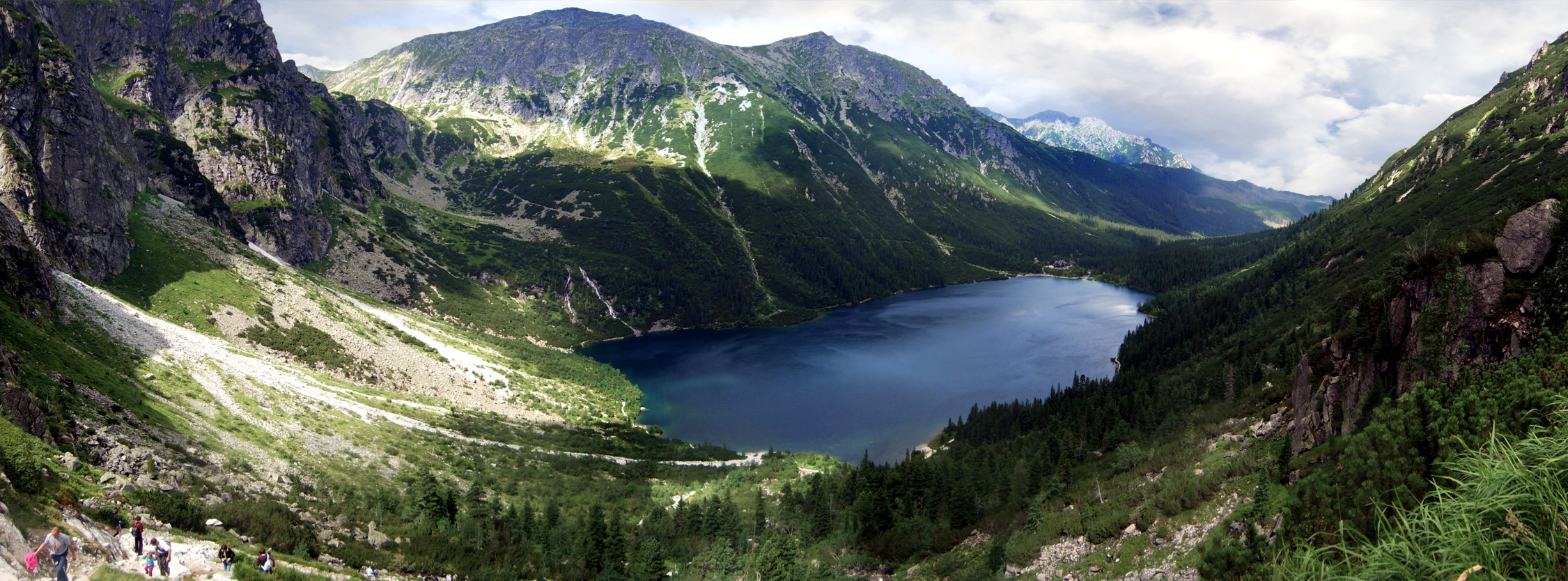
モルスキェ・オコ湖

### ザリピェ（マウォポルスカ県のザリピェ村Zalipie w woj. małopolskim）
マウォポルスカ県の村（「ザリピェ」という名前の村はドルヌィ・シロンスク県にもある）。村のすべての家の外装と内装が伝統的な花模様のペインティングアートで彩られている。ペインティングアートはすべて村の女性が農閑期に行う手作りの農民芸術。村にはペインティングアートの博物館がある。村の女性が嫁ぐことにより近隣の村々にもペインティングアートが広がっている。クラクフから近い。

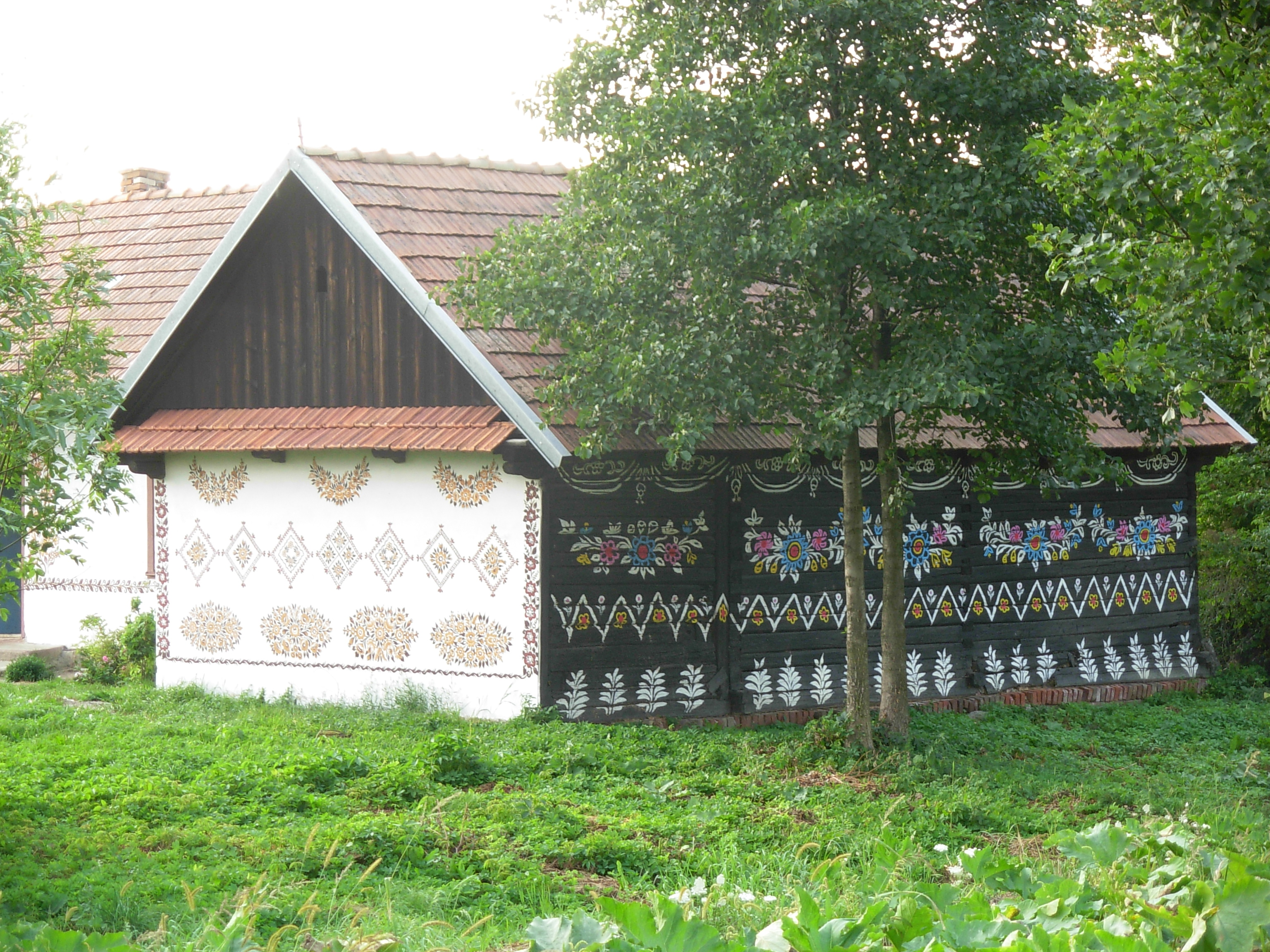
ザリピェ村
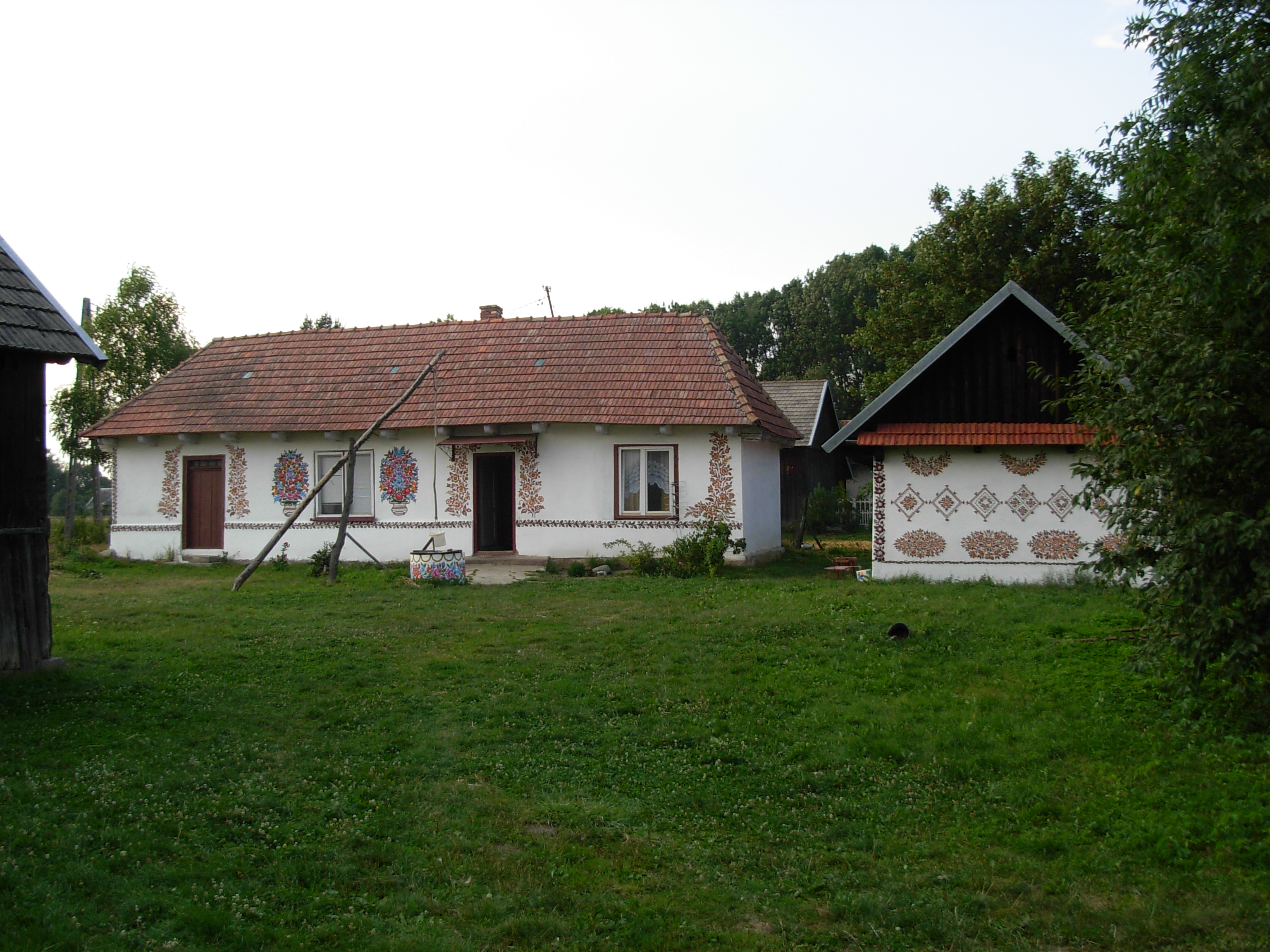
ザリピェ村